# Massacre de la Saint-Barthélemy
Pour les articles homonymes, voir Saint-Barthélemy.
Le massacre de la Saint-Barthélemy est une tuerie de masse ayant débuté le 24 août 1572, jour de la Saint-Barthélemy, et durant laquelle plusieurs milliers de protestants (huguenots) sont massacrés par des catholiques à Paris. Ce massacre se prolonge pendant plusieurs jours dans la capitale, puis s'étend à plus d'une vingtaine d'autres villes de France durant les semaines suivantes voire les mois suivants.
Cet événement des guerres de Religion résulte d'un enchevêtrement complexe de facteurs, aussi bien religieux et politiques que sociaux. Il est la conséquence des déchirements de la noblesse française entre catholiques et protestants, notamment de la vendetta entre la maison de Guise, catholique, et le clan des Châtillon-Montmorency, catholiques modérés et protestants. Il intervient deux ans après la paix de Saint-Germain-en-Laye, alors que l'amiral de Coligny, chef du parti protestant, vient de réintégrer le conseil royal. Aggravé par la réaction catholique parisienne hostile à la politique royale d'apaisement, il reflète également les tensions internationales entre les royaumes de France et d'Espagne, avivées par l'insurrection anti-espagnole aux Pays-Bas.
Faute de sources, les historiens sont longtemps restés partagés sur le rôle exact de la couronne de France, et la tradition historiographique a fait du roi Charles IX et de sa mère, Catherine de Médicis, les principaux responsables du massacre. Ils retiennent aujourd'hui que seuls les chefs militaires du parti protestant étaient visés par le gouvernement. Dès le matin du 24 août, Charles IX ordonne l'arrêt immédiat des tueries mais, dépassé par l'acharnement des massacreurs, il ne peut les empêcher.

## Contexte
Le massacre de la Saint-Barthélemy, le 24 août 1572, est la conséquence d'une série d'événements :
- la troisième guerre de Religion, qui oppose pendant deux ans l'armée royale catholique à l'armée protestante ;
- la paix de Saint-Germain-en-Laye le 8 août 1570, qui accorde aux protestants une liberté limitée de pratiquer leur culte ;
- le mariage entre le roi Henri III de Navarre, duc de Vendôme (futur roi Henri IV de France) et prince protestant, et Marguerite de France, sœur du roi, le 18 août 1572, qui rassemble à Paris tous les grands chefs de l'armée protestante ;
- la tentative d'assassinat de l'amiral de Coligny, le 22 août 1572, qui résulte de la rivalité politique qui oppose les principaux clans nobiliaires de la cour.

### Une paix et un mariage compromis

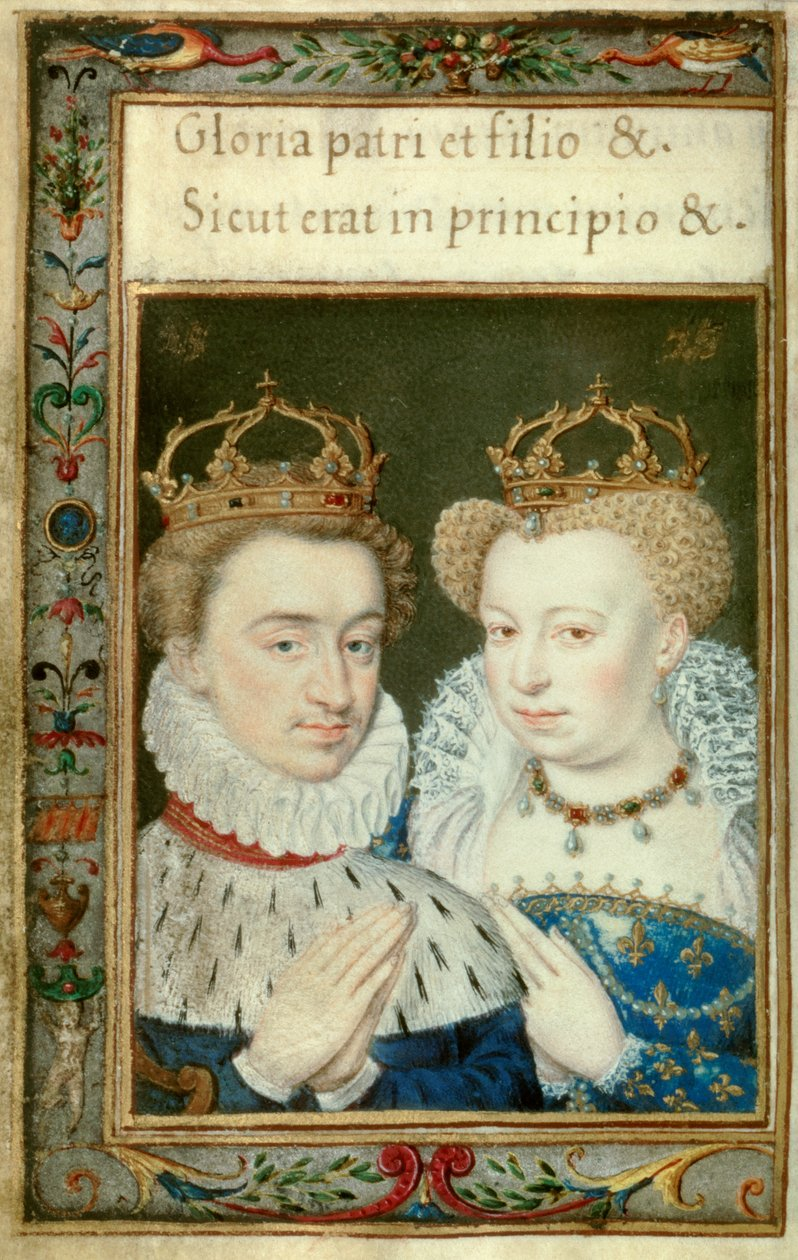
Henri III de Navarre et Marguerite de Valois, roi et reine de Navarre (vers 1572).
Miniature du livre d'heures de Catherine de Médicis.

La paix de Saint-Germain-en-Laye met fin à trois années de terribles guerres civiles entre catholiques et protestants. Cette paix est précaire car les catholiques les plus intransigeants ne l'acceptent pas. Le retour des protestants à la cour de France les choque, mais la reine-mère Catherine de Médicis et son fils le roi Charles IX sont décidés à ne pas laisser la guerre reprendre. Conscients des difficultés financières du royaume, ils défendent la paix et laissent Gaspard de Coligny, le chef des protestants, revenir dans le conseil royal.
Pour concrétiser la paix entre les deux partis religieux, Catherine de Médicis projette de marier sa fille Marguerite de Valois avec le prince protestant Henri de Navarre, futur Henri IV. Le mariage princier initialement prévu pour le mois de mai 1572, est repoussé au 18 août 1572, à la suite du décès de Jeanne d'Albret, mère d'Henri de Navarre. Il n'est accepté ni par les intransigeants des deux partis, ni par le pape qui demande la conversion du fiancé, refusant ainsi d'envoyer la dispense de consanguinité. Celui-ci et le roi d'Espagne, Philippe II, condamnent vigoureusement le projet politique de la reine-mère, Catherine de Médicis.

### Ville sous tension

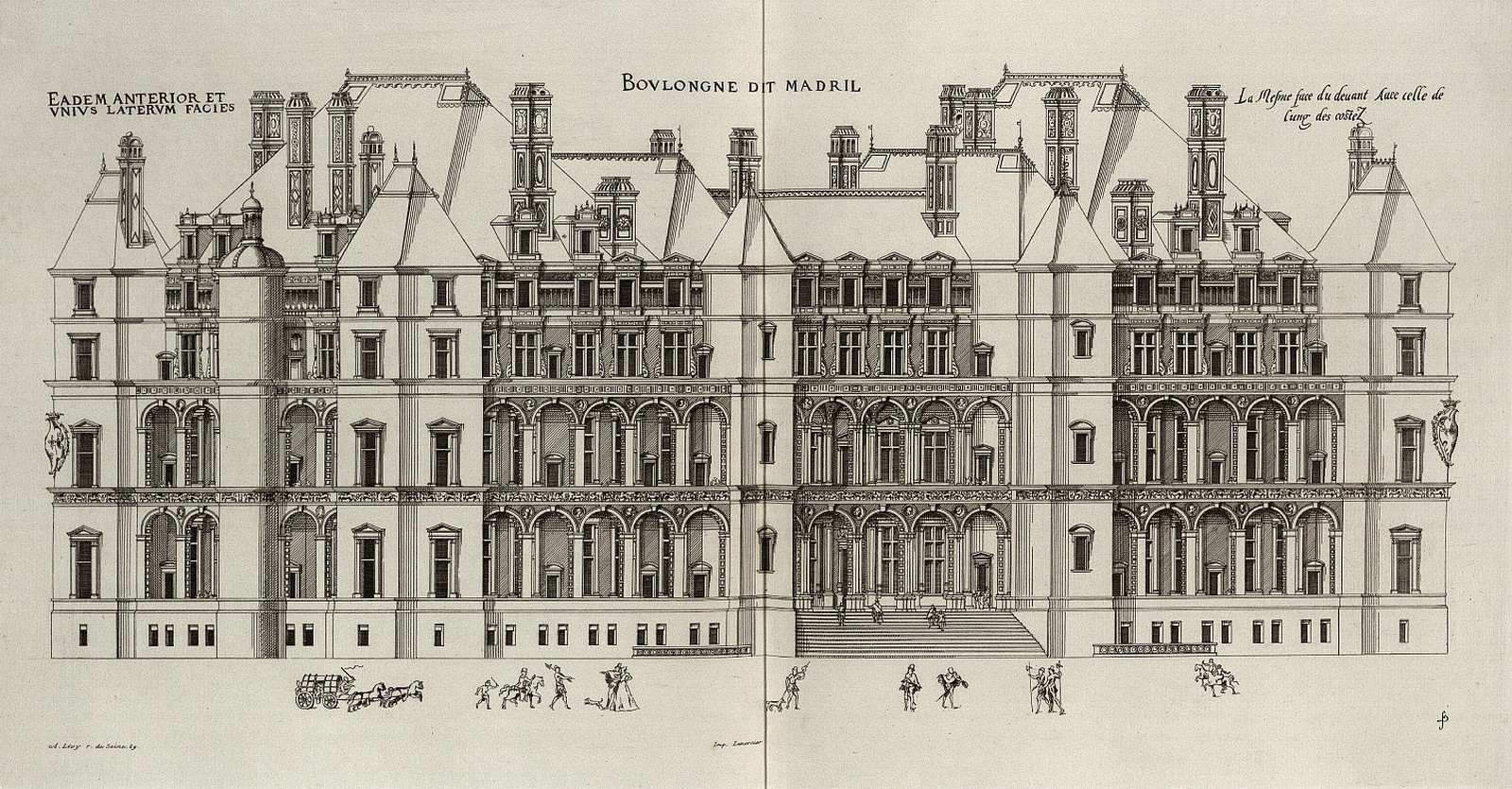
Le château de Madrid, dans le Bois de Boulogne, lieu de résidence de la cour pendant l'été 1572. Image tirée de l'ouvrage d'Androuet du Cerceau Les plus excellents bastiments de France

Le mariage, célébré le 18 août 1572, est l'occasion de festivités grandioses auxquelles sont conviés tous les grands du royaume, y compris les protestants, dans un esprit de concorde et de réconciliation.
Le mariage voit à Paris la présence d'un très grand nombre de gentilshommes protestants venus escorter leur prince. Or, Paris s'avère être une ville farouchement anti-huguenote, et les Parisiens, catholiques à l'extrême, n'acceptent pas leur présence. Du fait du martèlement des prédicateurs, capucins et dominicains au premier chef, le mariage d'une fille de France avec un protestant, fût-il prince du sang, leur fait horreur. Le peuple parisien est très mécontent : les récoltes ont été mauvaises ; la hausse des prix et le luxe déployé à l'occasion des noces royales accentuent leur colère.
La cour se trouve elle-même dans un état de tension extrême. Catherine de Médicis n'a pas obtenu l'accord du pape Grégoire XIII pour célébrer ce mariage exceptionnel. Par conséquent, les prélats français hésitent sur l'attitude à adopter. Il faut toute l'habileté de la reine-mère pour convaincre Charles Ier de Bourbon, archevêque de Rouen, qui est un oncle paternel du futur marié, d'unir les époux. Par ailleurs, les rivalités entre les grandes familles réapparaissent. Les Guise ne sont pas prêts à laisser la place aux Montmorency. François, duc de Montmorency et gouverneur de Paris, ne parvient pas à contrôler les troubles urbains. Cédant face au danger parisien, il préfère quitter la ville quelques jours après le mariage.

### Tentative d'assassinat de Coligny

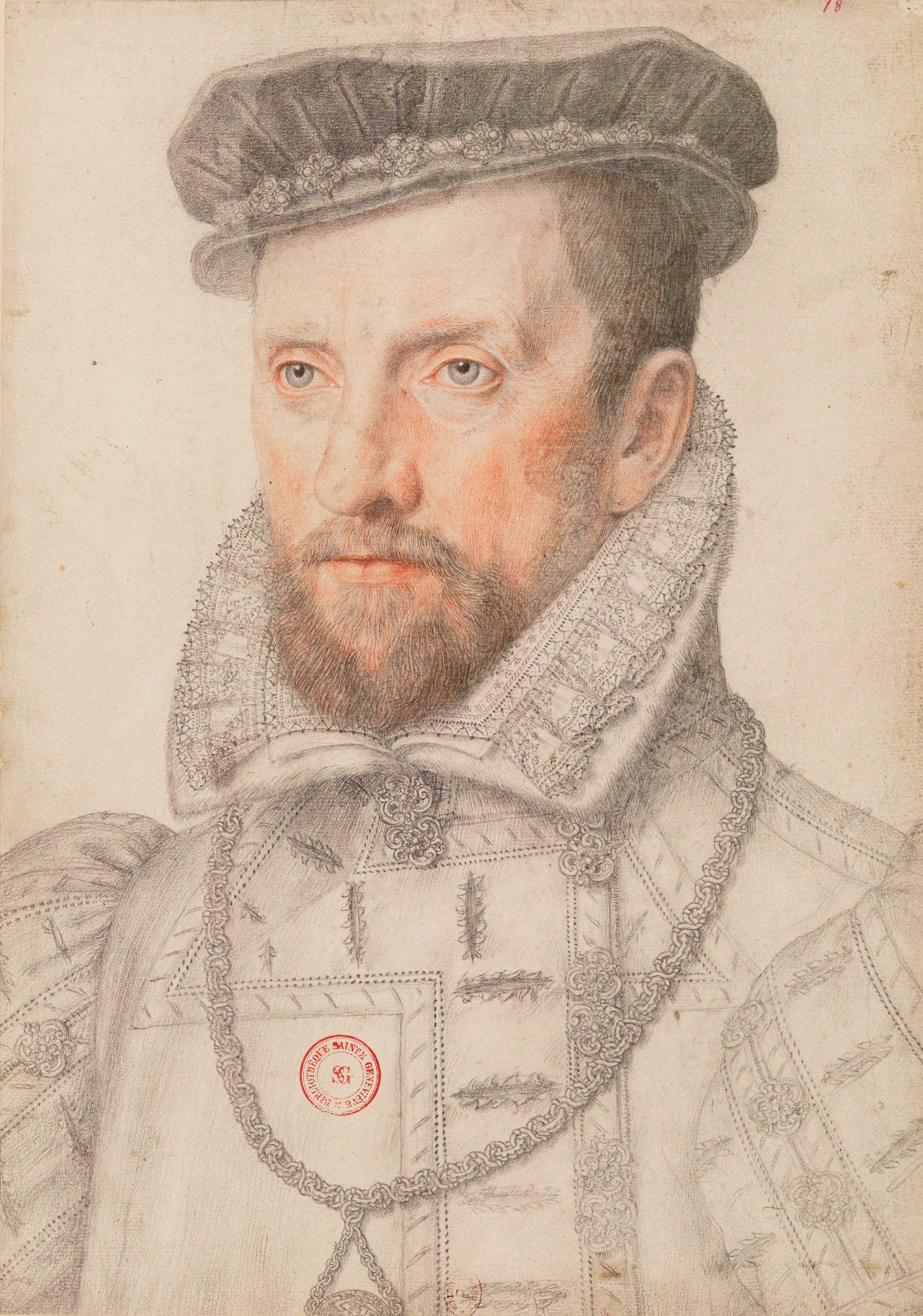
Gaspard de Coligny.
Paris, BnF, département des estampes, vers 1560.

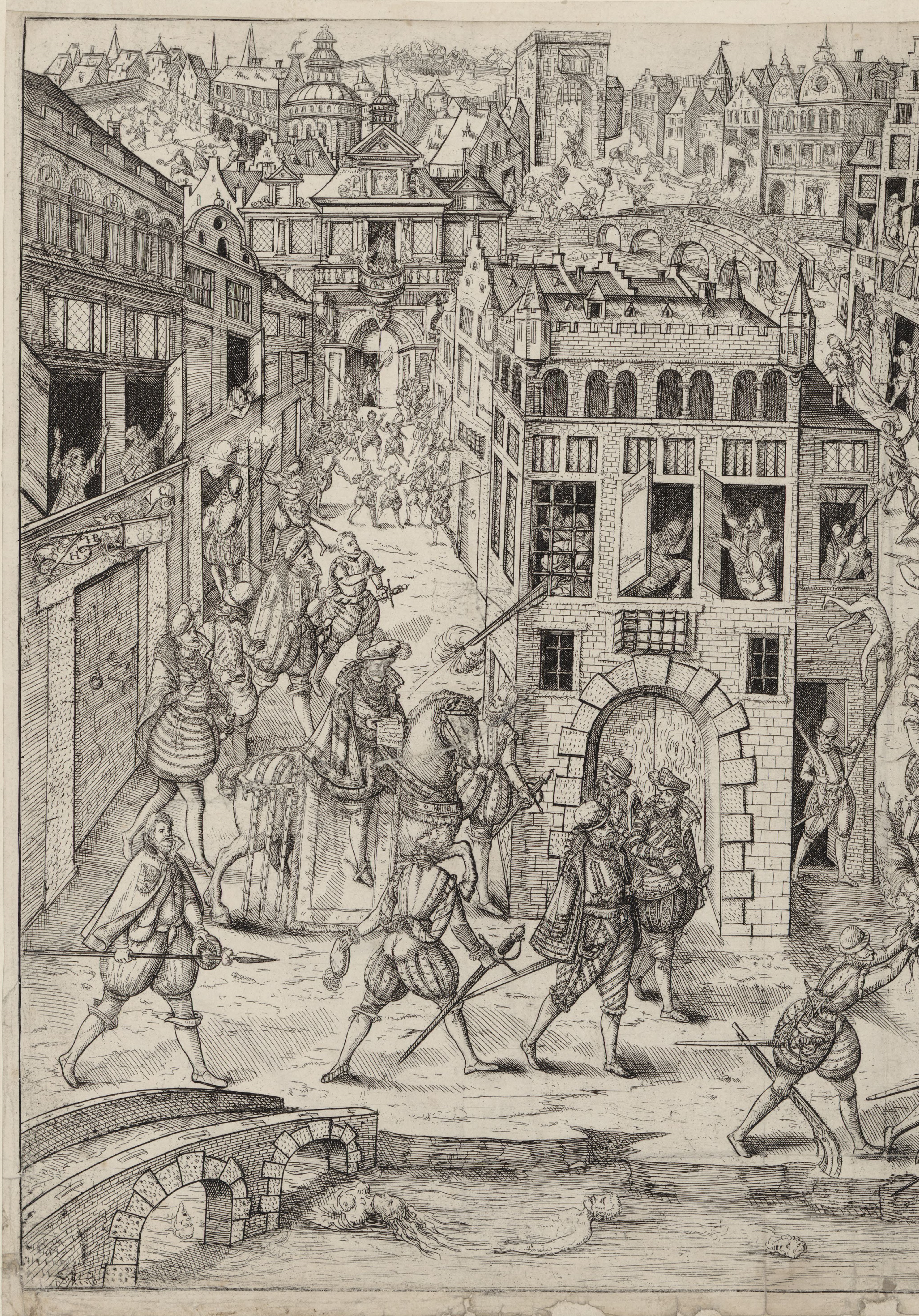
Détail d'une gravure allemande représentant l'attentat perpétré contre Coligny. Celui-ci y figure à cheval, en train de lire une missive.

Le 22 août 1572, un attentat à l'arquebuse, attribué à un certain Maurevert, est perpétré contre Gaspard de Coligny à sa sortie du Louvre, alors qu'il se dirige vers son hôtel, rue Béthizy.
L'amiral s’en tire avec l'index de la main droite arraché et le bras gauche labouré par une balle qui y reste fichée. Les soupçons s’orientent très vite vers des proches des Guise et on désigne (probablement à tort) la complicité de la reine mère, Catherine de Médicis. Pourquoi cet attentat ? Peut-être pour saboter le processus de paix. Mais les plus exaltés y voient une punition divine. Si aujourd'hui, il est impossible de connaître l'instigateur de cet attentat, l'historiographie a retenu trois noms :
1. Les Guise sont les suspects les plus probables : meneurs du parti catholique, le motif est de venger la mort du duc François de Guise, assassiné neuf ans auparavant, sur l'ordre — selon eux — de Coligny. Le coup de feu sur l'amiral de Coligny est tiré depuis une maison appartenant à un de leurs familiers. Charles de Guise, cardinal de Lorraine, le duc d'Aumale et la duchesse douairière de Guise Antoinette de Bourbon sont les membres de la famille les plus déterminés.
Néanmoins, certains historiens pensent que les Guise étaient beaucoup trop soucieux de revenir en grâce auprès du roi pour commettre l'imprudence de l'irriter contre eux.
2. Ferdinand Alvare de Tolède, duc d'Albe, gouverneur des Pays-Bas au nom du roi d'Espagne Philippe II : Coligny projette d'intervenir militairement aux Pays-Bas pour les libérer du joug espagnol, suivant l'alliance qu'il avait contractée avec la maison de Nassau. Au mois de juin, il a envoyé clandestinement plusieurs troupes au secours des protestants de Mons, assiégés par le duc d'Albe. À la suite du mariage d'Henri de Navarre et de Marguerite de Valois, Coligny espère profiter de la réconciliation pour déclencher la guerre contre l'Espagne afin de renforcer l'union entre catholiques et protestants français. Aux yeux des Espagnols, l'amiral représente donc une menace.
Toutefois, la correspondance de don Diégue de Zuniga, ambassadeur espagnol en France, du duc d'Albe ou de Philippe II ne permet pas de prouver l'implication de la couronne espagnole dans l'attentat contre le chef huguenot. Au contraire, Don Diégue juge dans ses dépêches que la présence de l'amiral aux côtés de Charles IX constitue plutôt un frein à la guerre ouverte aux Pays-Bas : selon l'ambassadeur, la couronne française ne « jetterait pas le masque » et continuerait à pratiquer une guerre « couverte » contre l'Espagne afin de ne pas renforcer inconsidérément l'influence de Coligny en le plaçant officiellement à la tête de troupes royales[3].
3. Catherine de Médicis : selon la tradition, Coligny aurait acquis trop d'influence sur le jeune roi. Charles IX en aurait fait son favori en l'appelant familièrement « mon père ». Inévitablement, la reine mère en aurait conçu de la « jalousie » ainsi qu'une vive crainte de voir son fils entraîner le royaume dans une guerre aux Pays-Bas contre la puissance espagnole, conformément aux conseils politiques de l'amiral.
Cependant, la plupart des historiens contemporains trouvent difficile de croire en la culpabilité de Catherine de Médicis au vu de ses efforts accomplis pour la paix intérieure et la tranquillité de l'État. Par ailleurs, il n'est pas prouvé que Coligny exerçât une influence décisive sur Charles IX.

Enfin, il reste l'hypothèse d'un acte isolé, commandité – voire commis en personne – par un personnage relativement peu important, proche du milieu guisard et pro-espagnol. Le nom de Charles de Louviers, seigneur de Maurevert, est le plus fréquemment avancé à l'époque pour désigner l'auteur de l'arquebusade visant l'amiral,.

## Déroulement

### Une situation de crise
La tentative d'assassinat de Coligny constitue l'événement déclencheur, le « premier acte » de la crise qui va mener au massacre. Les protestants s'élèvent contre cet attentat visant leur chef le plus respecté, et réclament vengeance. La capitale se trouve au bord de la guerre civile entre les partisans des Guise et les huguenots. Pour rassurer Coligny et les protestants, le roi vient avec sa cour au chevet du blessé, et lui promet justice. Devant la reculade du roi face aux protestants, les Guise font mine de quitter la capitale, laissant le roi et la reine mère dans le plus grand désarroi. Charles IX et Catherine de Médicis prennent peur de se retrouver seuls avec les protestants. Depuis la surprise de Meaux en 1567, la reine mère a toujours eu la plus grande appréhension à l'égard des protestants. Pendant le repas de la reine mère, des protestants viennent bruyamment lui réclamer justice.
Le soir même du 23 août 1572, le roi aurait tenu une réunion avec ses conseillers (le « conseil étroit ») pour décider de la conduite à suivre. Se retrouvaient auprès de la reine mère : le duc d'Anjou, le garde des Sceaux René de Birague, le maréchal de Tavannes, le baron de Retz, et le duc de Nevers.
C'est très probablement ce conseil qui décida de procéder à une « justice extraordinaire » et d'éliminer les chefs protestants (bien qu'il n'existât aucun document permettant d'affirmer avec certitude que cette décision fût prise lors de cette réunion). Il se serait agi d'assassiner les capitaines de guerre protestants tout en décidant d'épargner les jeunes princes du sang, à savoir le roi de Navarre et le prince de Condé.

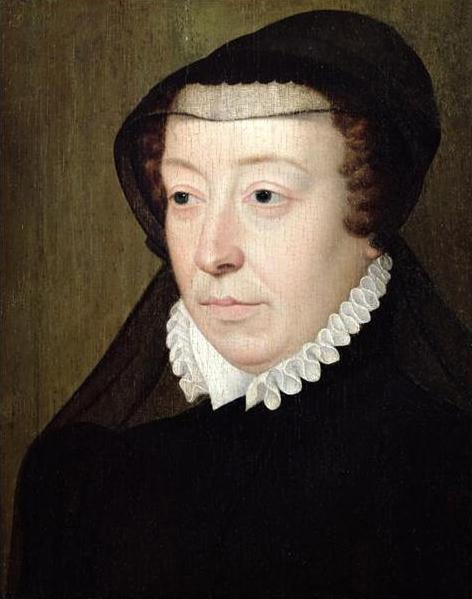
Catherine de Médicis (XVIe siècle).
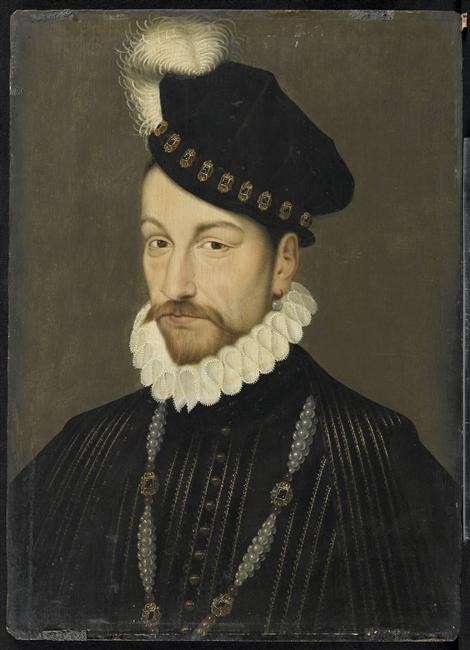
Charles IX, roi de France (vers 1570).
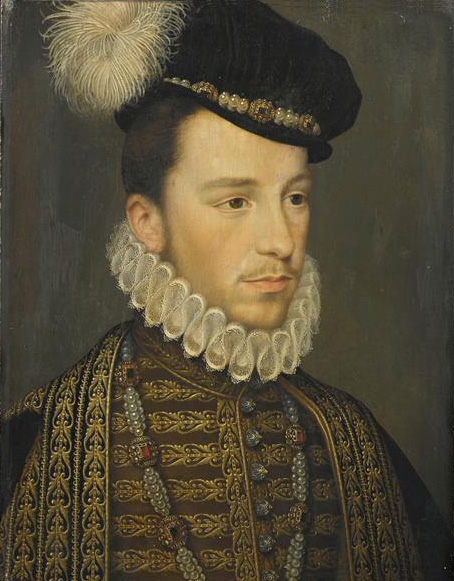
Henri, duc d'Anjou, frère cadet du roi (vers 1570).
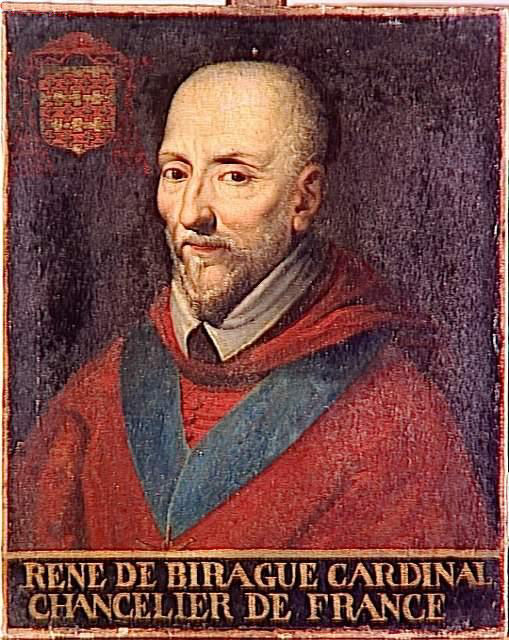
René de Birague, chancelier de France (XVIe siècle).
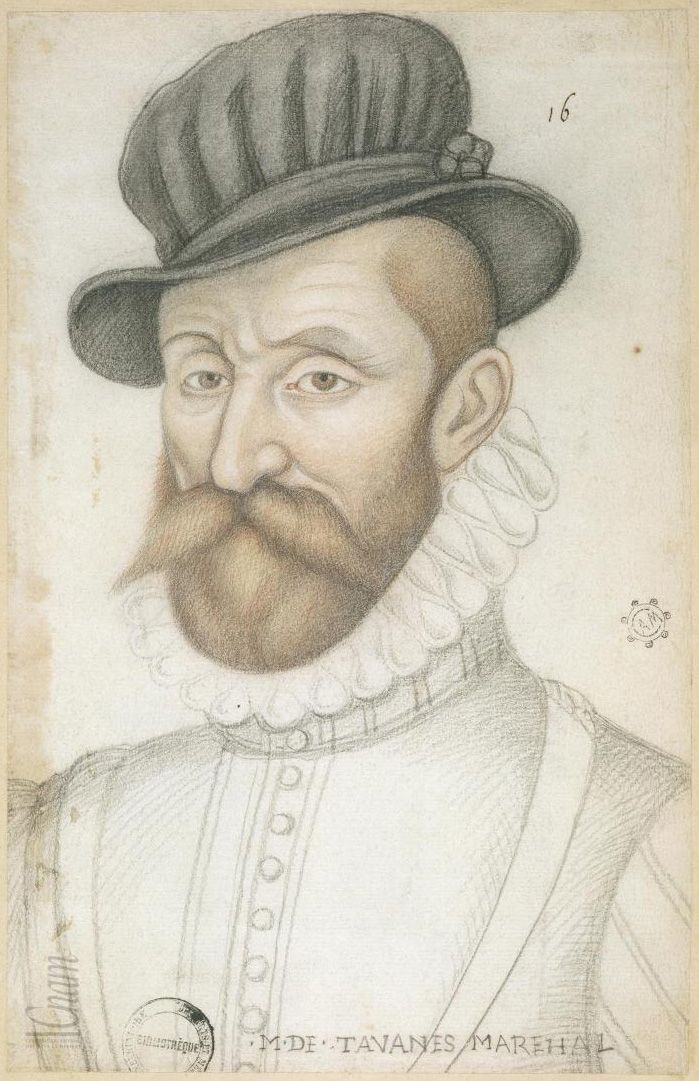
Gaspard de Saulx, seigneur de Tavannes (XVIe siècle).
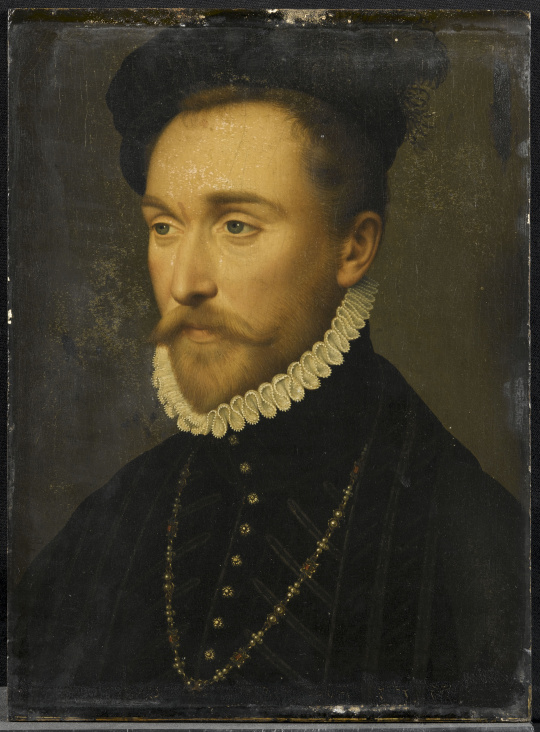
Albert de Gondi, baron de Retz (XVIe siècle).
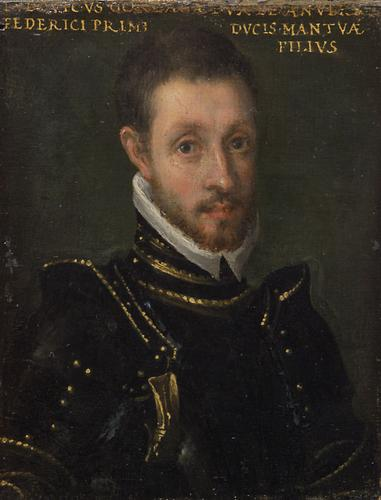
Louis Gonzague, duc de Nevers (XVIe siècle).

### La première Saint-Barthélemy

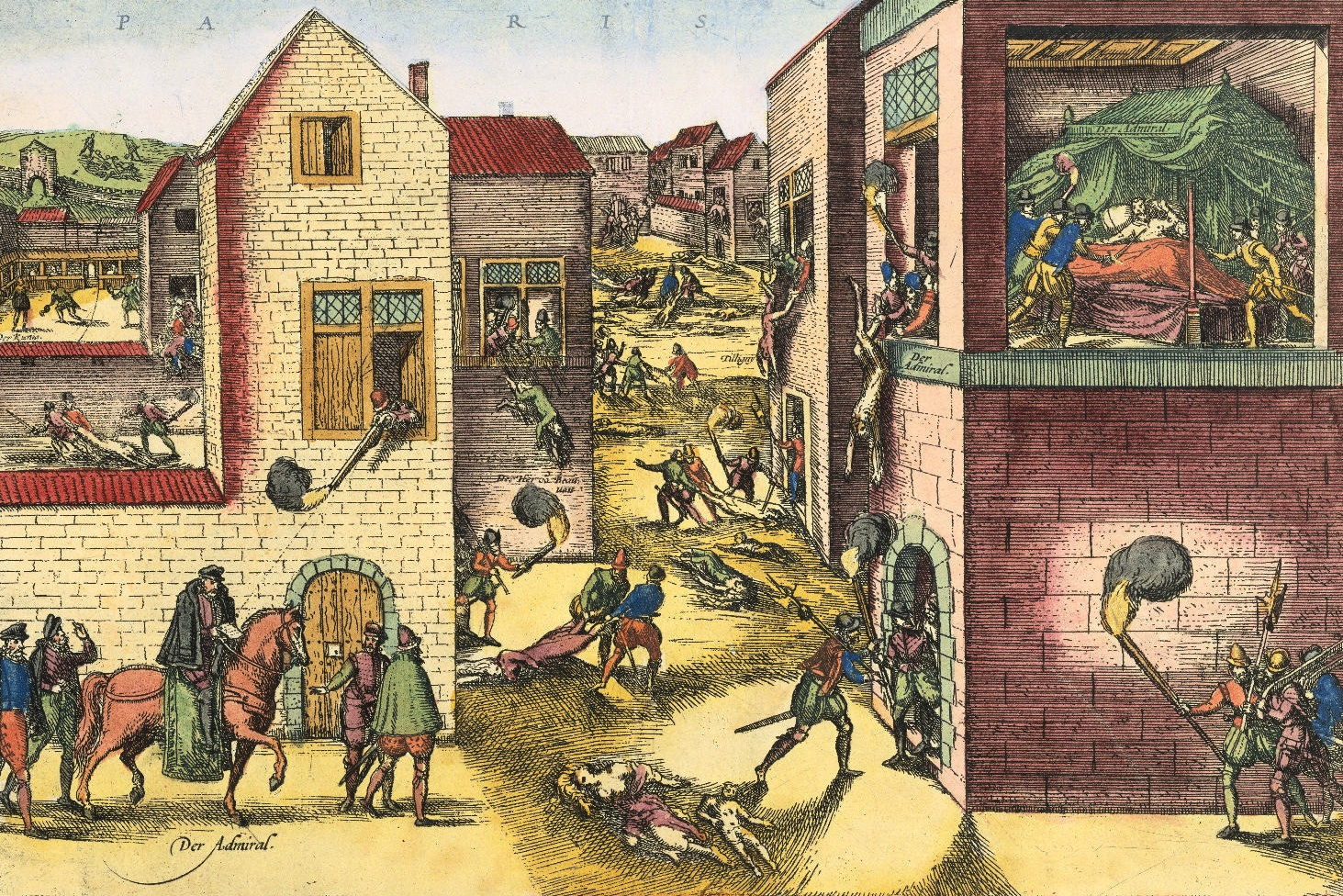
Illustration juxtaposant plusieurs événements et temporalités : à gauche, la tentative ratée d'arquebusade de Coligny ; à droite, son assassinat dans l'hôtel sis rue de Béthizy. Au centre, le massacre général des huguenots parisiens.
Gravure de Frans Hogenberg, XVIe siècle.

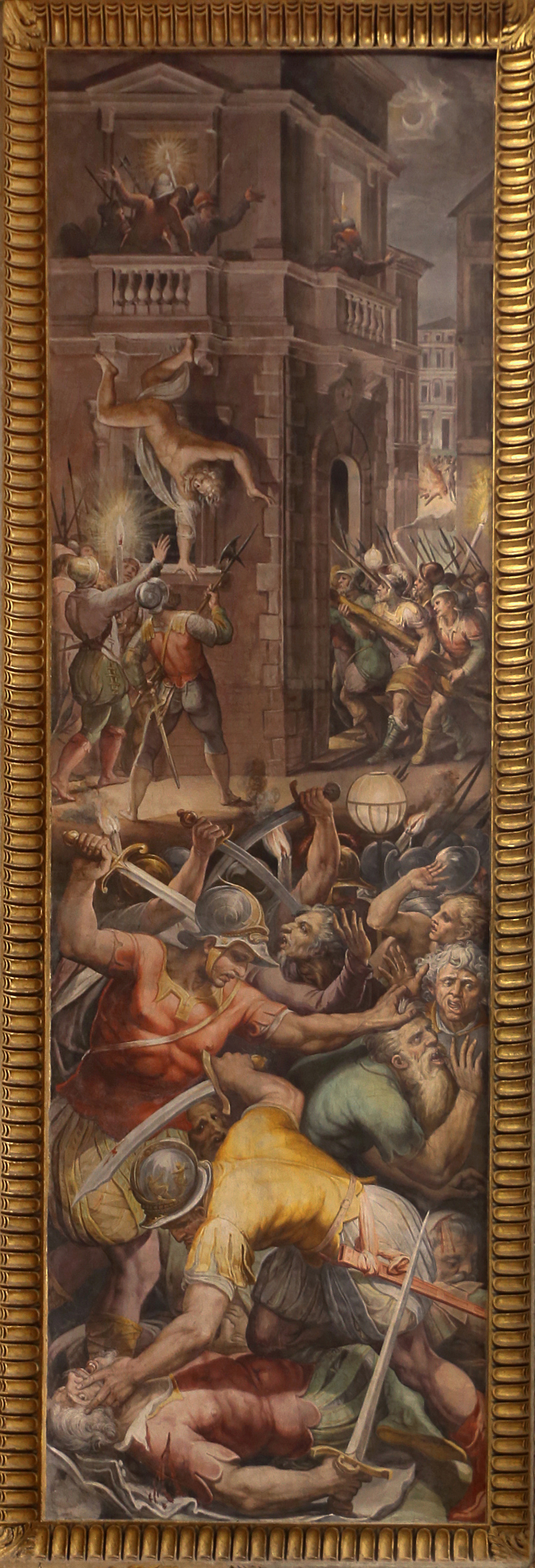
Le massacre de la Saint-Barthélemy. Fresque de la Sala Regia peinte par Giorgio Vasari à la demande du pape Grégoire XIII, 1572-1573.

Peu de temps après cette décision, les autorités municipales de Paris furent convoquées. Il leur fut ordonné de fermer les portes de la ville et d'armer les bourgeois afin de prévenir toute tentative de soulèvement. Le commandement des opérations militaires fut confié au duc de Guise et à son oncle le duc d'Aumale. Ils ont l'appui des princes connus pour leur intransigeance au sein du cercle royal ; le duc de Nevers, le duc de Montpensier et le bâtard d'Angoulême.
Faute de concordance des sources, il n'est pas possible aujourd'hui pour les historiens de déterminer la chronologie des opérations. Le moment exact où commença la tuerie demeure incertain.
Le « commando » du duc de Guise fut mené rue de Béthizy, au logis de l'amiral de Coligny, qui fut tiré de son lit, achevé et défenestré.

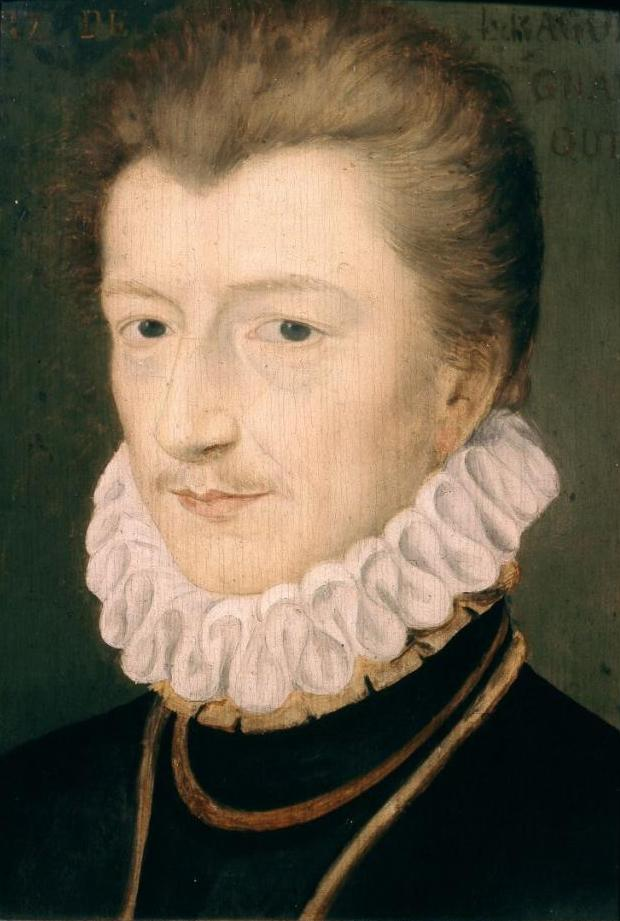
Henri, duc de Guise
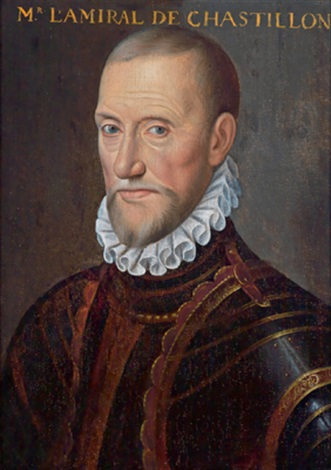
Gaspard II de Coligny

Les nobles protestants logés au Louvre furent évacués du palais puis massacrés dans les rues avoisinantes (on comptait parmi eux notamment Pardaillan, Saint-Martin, Bources, Armand de Clermont de Piles, Beaudiné, Puy Viaud, Berny, Quellenec, baron du Pons). Leurs corps rassemblés devant le palais furent dénudés, traînés dans les rues puis jetés dans la Seine.
Les troupes de Guise s'attaquèrent ensuite aux chefs protestants logés dans le faubourg Saint-Germain (qui était à cette époque encore en dehors de la ville). Le contretemps apporté par la fermeture des portes de la ville et la disparition de ses clefs permit aux protestants d'organiser une riposte et de s'enfuir (comme Jacques Nompar de Caumont ou Gabriel Ier de Montgommery).
Ces assassinats constituent le « deuxième acte » du massacre.

### La seconde Saint-Barthélemy

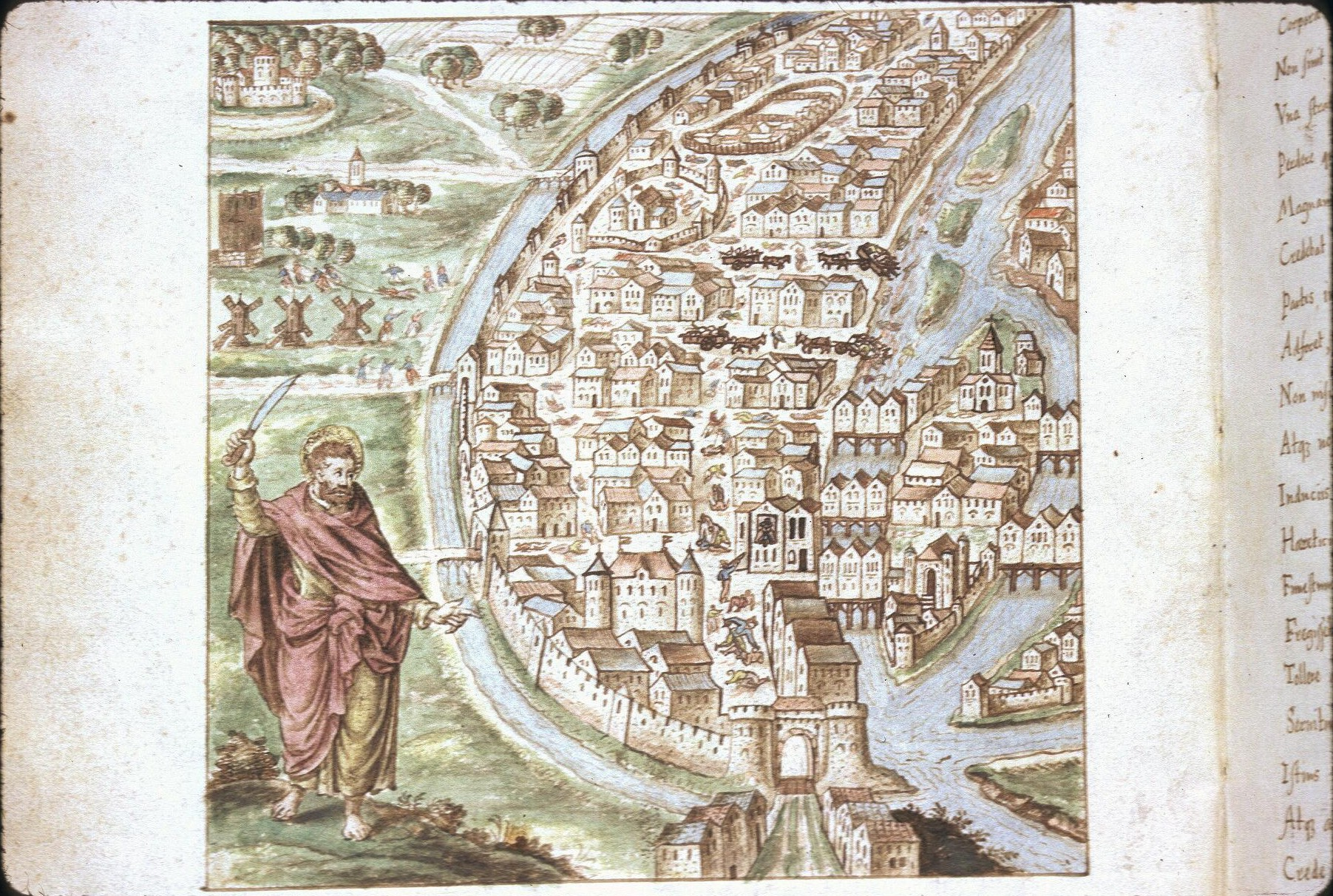
Brandissant son poignard emblématique, saint Barthélemy figure à côté d'une vue de Paris dépeignant des massacres dans les rues ainsi que des cadavres transportés par charrettes puis jetés dans la Seine.
Enluminure du manuscrit Carmen de tristibus Galliae, 1577, Bibliothèque municipale de Lyon, ms. 0156,.

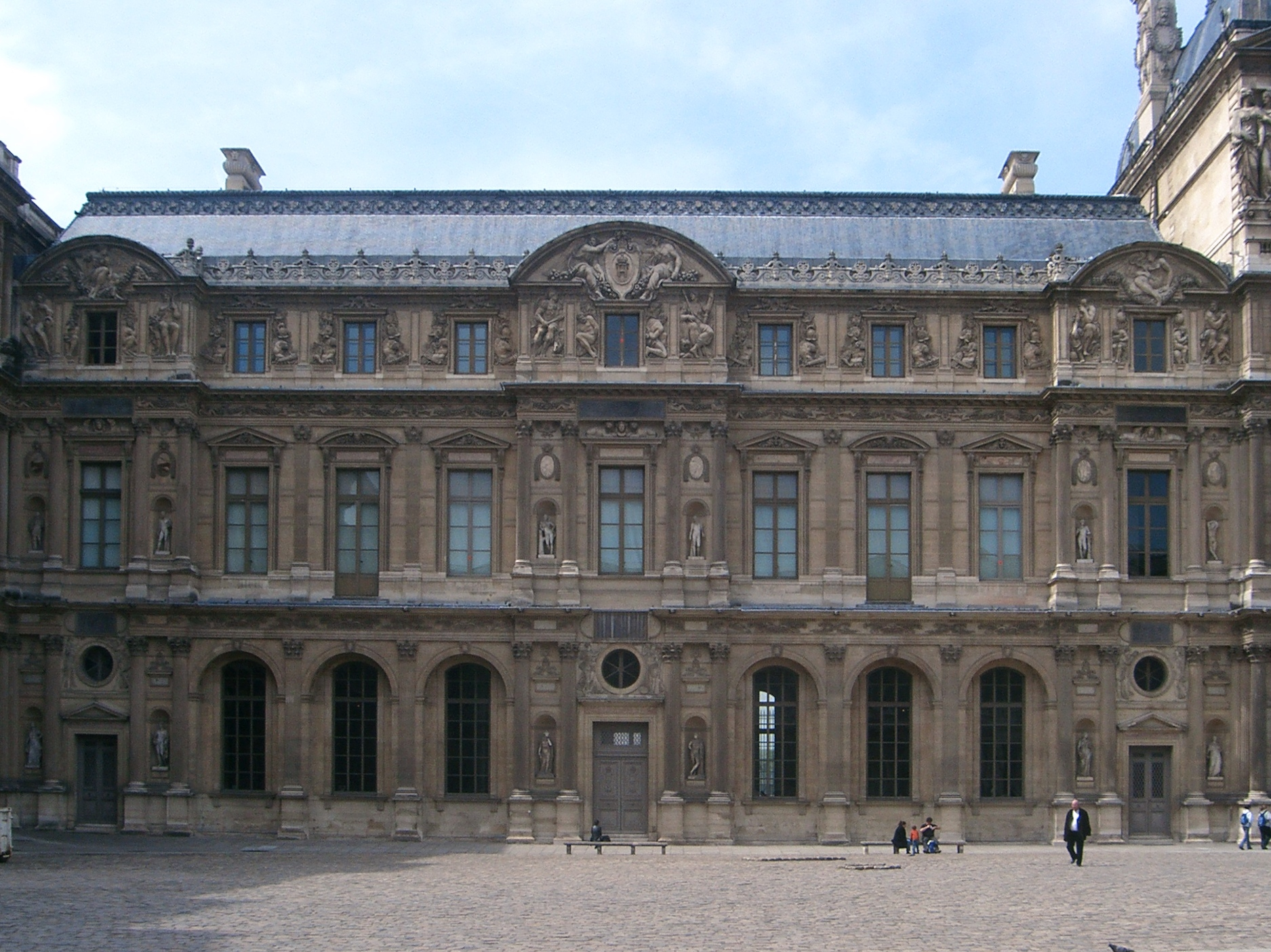
Cour carrée du Louvre, aile Lescot.

Le « troisième acte » débute au cours de la nuit : les assassinats de chefs protestants se transforment en massacre généralisé de tous les protestants, sans considération d'âge, de sexe ou de rang social. Alertés par le bruit et l'agitation de l'opération militaire, les Parisiens les plus exaltés se laissent emporter par la peur et la violence. Ils attribuent à tort le trouble nocturne aux protestants et se mettent à les poursuivre, pensant agir pour la défense de leur ville. Ce serait pour cette raison que le tocsin aurait sonné à la cloche de l'église Saint-Germain-l'Auxerrois, proche du Louvre, tocsin rapidement repris par d'autres clochers de la ville.

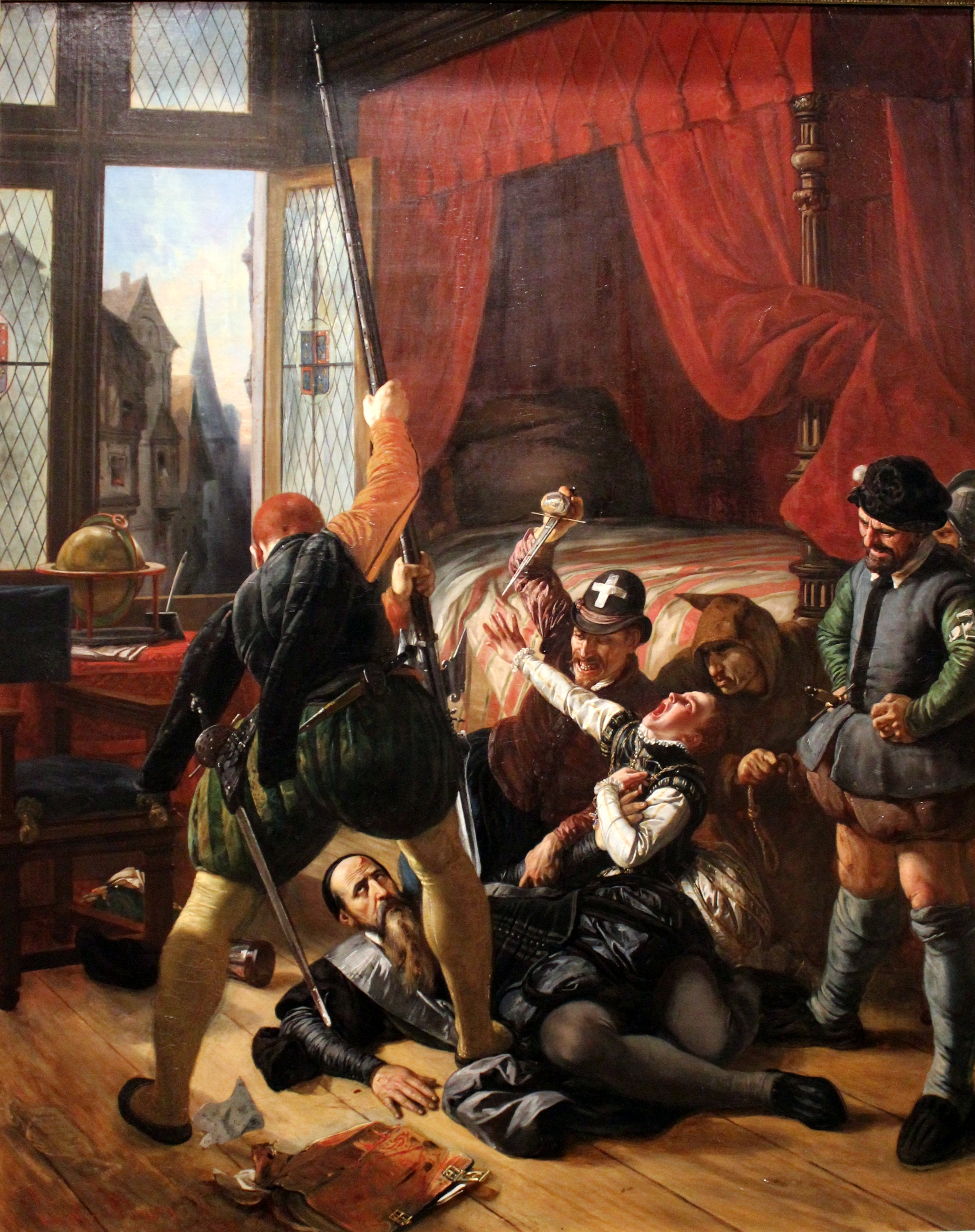
Massacres côté protestant : l'Assassinat de Brion, gouverneur du prince de Conti (peinture de Robert-Fleury, Paris, Louvre).

La tuerie dure plusieurs jours, malgré les tentatives du roi pour la faire arrêter. Enfermés dans une ville quadrillée par la milice bourgeoise, les protestants ont peu de chance de s'en sortir. Leurs maisons sont pillées et leurs cadavres dénudés sont jetés dans la Seine. Certains parviennent à se réfugier chez des proches mais les maisons des catholiques tenus en suspicion sont également fouillées. Ceux qui manifestent leur hostilité au massacre prennent le risque de se faire assassiner. Le massacre touche également les étrangers, notamment les Italiens.
La floraison inopinée d'une aubépine dans le cimetière des Innocents au matin du 24 août perçue comme un signe divin renforce la conviction du peuple du bien-fondé de « l'épuration ». Le cadavre de Coligny, retrouvé par la foule, est émasculé, plongé dans la Seine, où il pourrit trois jours avant d’être pendu au gibet de Montfaucon.

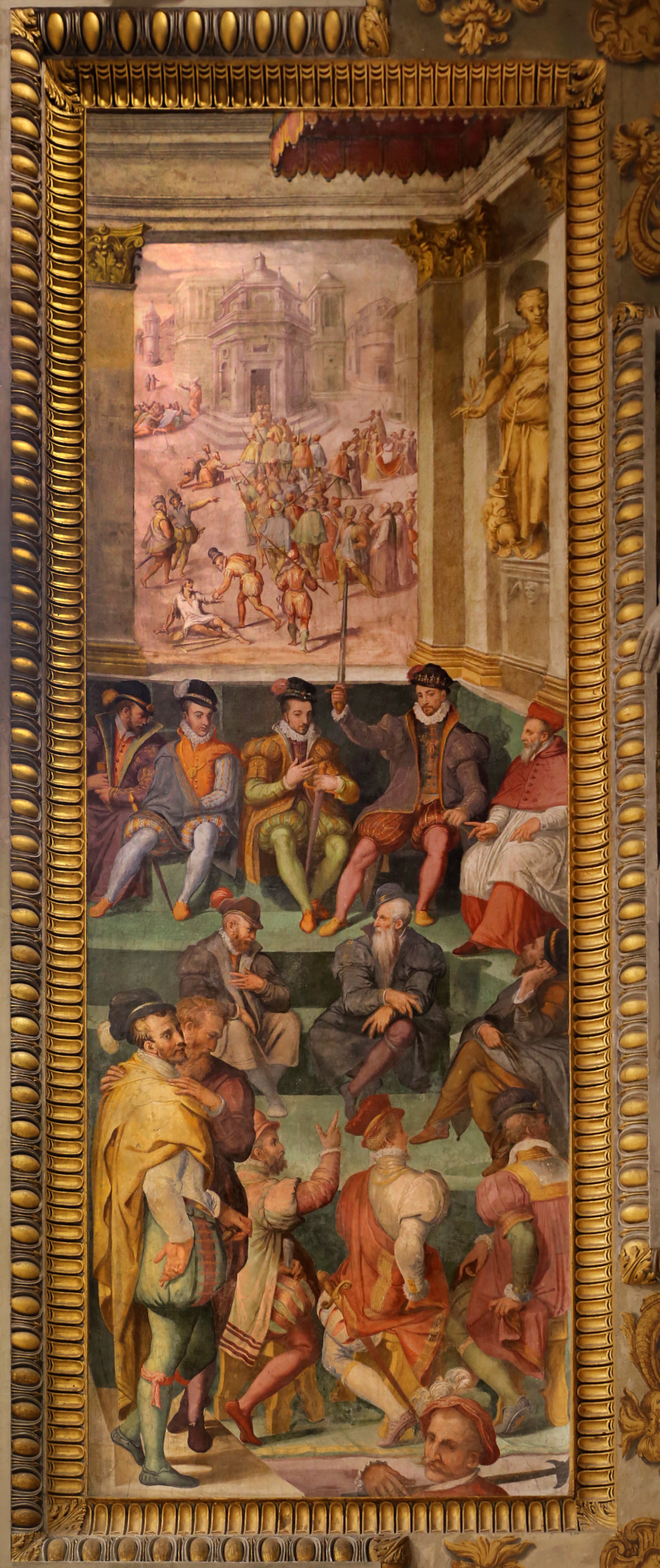
Charles IX (roi de France) revendique le massacre devant le lit de justice du 26 août 1572. Fresque de Giorgio Vasari, 1572-1573.

Dès le matin du 24 août 1572, le roi ordonne en vain l’arrêt du massacre. Il prend différentes mesures pour rétablir l'ordre et tenter vainement de protéger la vie des gens menacés. Le roi envoie notamment le duc de Guise et le duc de Nevers protéger les protestants bénéficiant d’un statut ou d’un rang particulier. C’est le cas de l’hôtel de l’ambassadeur d’Angleterre Francis Walsingham où des protestants avaient trouvé refuge et que les Parisiens exaltés étaient en train d’assiéger. D’autres personnes ont trouvé refuge à l’hôtel de Guise et à l'hôtel de Nemours, où la grand-tante protestante du roi, Renée de France, s’était réfugiée avec une partie de sa maison. Les familiers de la famille royale comme les Crussol, Antoine et Louise, sont protégés et les princes et les princesses de sang trouvent un abri sûr derrière les murs du Louvre.
Le 26 août, le roi tient un lit de justice où il endosse la responsabilité de l'assassinat des chefs protestants. Il déclare alors qu'il a voulu :

« prévenir l'exécution d'une malheureuse et détestable conspiration faite par ledit amiral [Coligny], chef et auteur d'icelle et sesdits adhérents et complices en la personne dudit seigneur roi et contre son État, la reine sa mère, MM. ses frères, le roi de Navarre, princes et seigneurs étant près d'eux. »

### La saison des Saint-Barthélemy

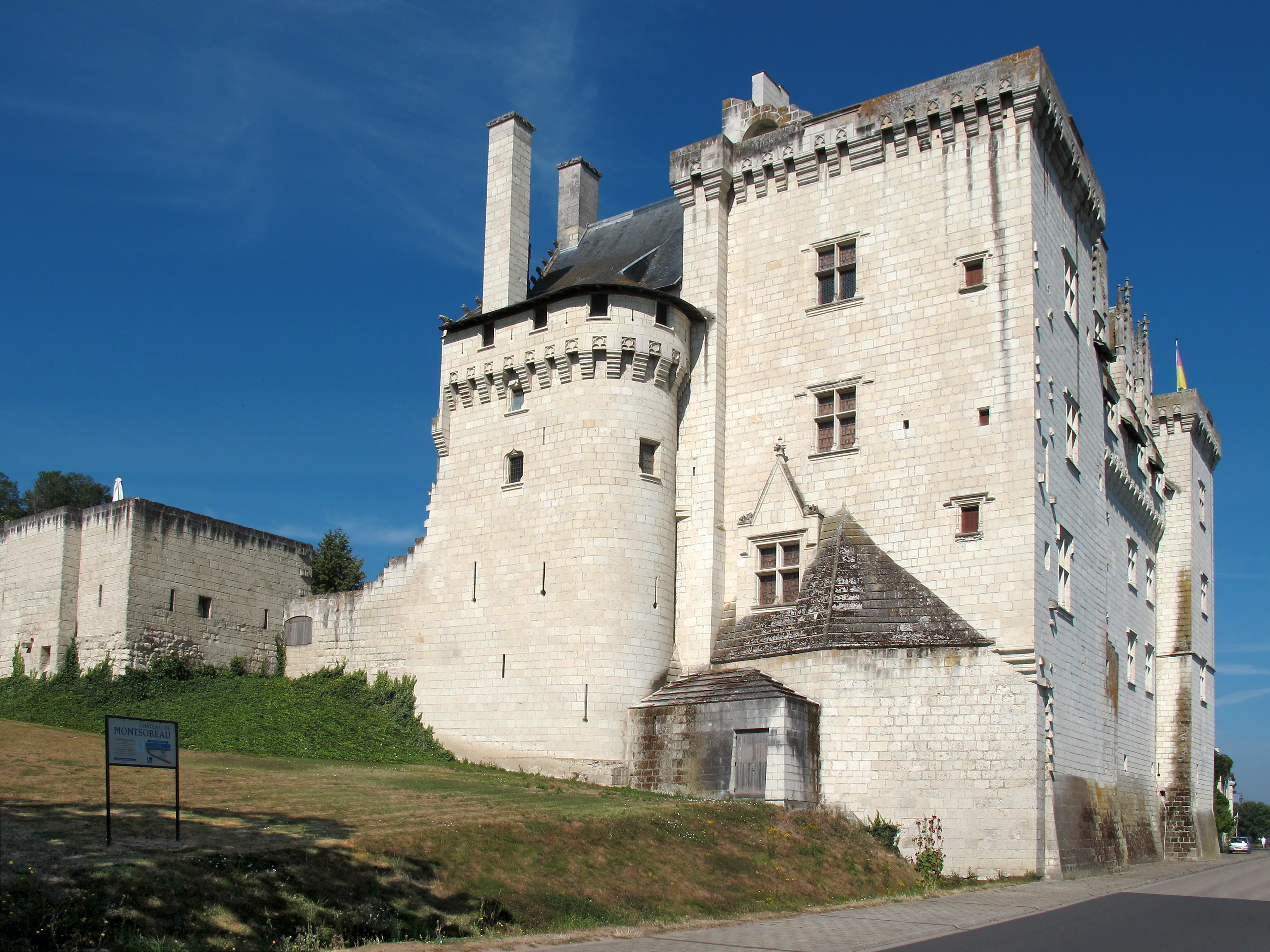
Château de Montsoreau, point de départ de la Saint-Barthélemy angevine.

Averties par des témoins, des courriers de commerçants, encouragées par des agitateurs comme Jean de Chambes, comte de Montsoreau dans le val de Loire, les villes de province déclenchèrent leurs propres massacres. Le 25 août, la tuerie atteint Orléans (où elle aurait fait un millier de victimes) et Meaux ; le 26, La Charité-sur-Loire ; les 28 et 29, à Saumur puis Angers ; le 31 août, à Lyon, où le musicien Claude Goudimel figure parmi les victimes ; le 11 septembre, à Bourges ; le 3 octobre, à Bordeaux ; le 4 octobre à Troyes, Rouen, Toulouse ; le 5 octobre, à Albi, Gaillac ; Bourges, Romans, Valence, et Orange furent aussi touchées. On manque de sources pour reconstituer la violence dans d'autres villes.
La réaction des autorités est variable : parfois elles encouragent les massacres, comme à Meaux, où c’est le procureur du roi qui en donne le signal, ou encore à Bordeaux (le gouverneur du Bordelais, Charles de Montferrand y participe), Toulouse (le vicomte de Joyeuse, gouverneur, y est très favorable)[réf. à confirmer]. Assez souvent, les autorités tentent de protéger les huguenots, comme à Alençon où le gouverneur Matignon fait fermer les portes de la ville et établir des corps-de-garde dans tous les quartiers pour empêcher le massacre des protestants par les habitants catholiques de la ville. Dans d'autres villes les gouverneurs mettent les protestants en prison pour les protéger (au Mans, à Tours). Cela ne marche pas toujours, les prisons sont forcées et les protestants y sont massacrés (comme à Lyon, Rouen, Albi). Plusieurs gouverneurs militaires essaient d'empêcher les massacres, comme Gordes en Dauphiné. Charles IX avait fait partir des messagers avec l'ordre verbal de tuer les protestants, avant d'interdire ces exécutions le 28 août.
Au total, le nombre de morts est estimé à 3 000 à Paris, et de 5 000 à 10 000 dans toute la France, voire 30 000. Le chiffre de 30 000 est avancé par Jacques-Auguste de Thou. Jean de Serres, auteur calviniste ayant échappé au massacre, parle quant à lui de 3 000 victimes pour la France entière.

### Les réactions en Europe

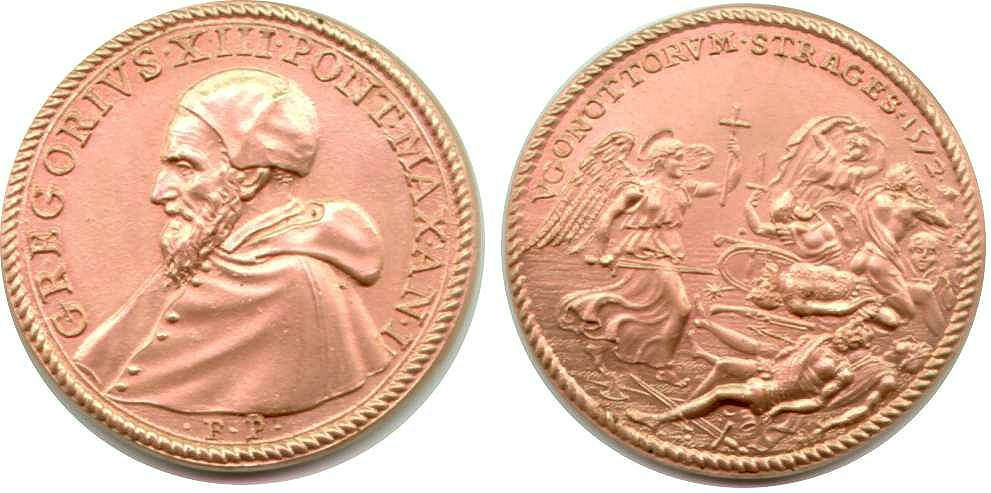
Médaille commémorative à l'effigie du pape Grégoire XIII. Elle célèbre le massacre des Huguenots (Ugonottorum strages).

Les réactions en Europe sont le fruit de la version des faits donnée par Charles IX. Dès le 24 août, le roi expédie en province et à l'étranger des déclarations présentant « la grande et lamentable sédition » comme une vendetta entre les deux familles Guise et Châtillon. Le 25, de nouveaux messagers partent avec une nouvelle explication : un complot protestant dirigé contre lui. Cette thèse est reprise le 26 devant le parlement de Paris où au cours d'un lit de justice, le roi déclare que

« ce qui est ainsi advenu a été son exprès commandement […] pour obvier et prévenir l'exécution d'une malheureuse conspiration faite par ledit amiral et sesdits adhérents et complices. »

Cette déclaration confirmée le 27 devient la version officielle des événements, celle qui se propage en Europe. Le pape Grégoire XIII se réjouit et fait chanter un Te Deum en remerciement à Dieu. Une médaille à l'effigie du souverain pontife est frappée afin de célébrer l'événement. Le pape commande également au peintre Giorgio Vasari une série de fresques.
Philippe II d'Espagne fait part de sa satisfaction et aurait déclaré : « C'est le plus beau jour de ma vie ». Son cousin, Maximilien II — empereur des Romains et archiduc d'Autriche, beau-père de Charles IX —, a une réaction bien différente : dans une lettre au prince-électeur Auguste Ier de Saxe, il déclare : « Régler les querelles religieuses par l'épée ou par la force n'est ni possible, ni moralement justifiable ».
Élisabeth Ire d'Angleterre prend le deuil et fait faire le pied de grue à l'ambassadeur français avant de paraître accepter, pour raisons diplomatiques, la thèse du complot huguenot et du « massacre préventif ». En mémoire de ce massacre, les Genevois font maigre et jeûnent, pratique courante en ces temps d'affrontements religieux récurrents.

## Conséquences religieuses et politiques
Charles IX et Catherine de Médicis entendent laisser la liberté de conscience aux protestants et leur rendre justice pour les pillages dont ils ont été victimes, mais sous la pression des catholiques intransigeants et dans l'espoir de rétablir rapidement l'unité de la foi, ils font interdire l'exercice de leur culte. L'édit de Saint-Germain est rendu caduc. Dans les mois qui suivirent le massacre, différentes mesures discriminatoires sont prises à l'encontre des protestants ; l'accès à un emploi public leur est désormais interdit.
Par ailleurs, le roi encourage vivement les conversions. Le roi et sa mère cherchent à obtenir celles de leurs proches et avec leur appui le cardinal de Bourbon obtient celles de ses neveux et nièces, princes et princesses de sang. Le roi Henri III de Navarre, beau-frère du roi, abjure ainsi le protestantisme le 26 septembre. Le prince et la princesse de Condé sont remariés selon le rite catholique le 4 décembre à Saint-Germain-des-Prés. Durant le mois de novembre, les gouverneurs reçoivent également l'ordre de rassembler les gentilshommes protestants et de les persuader de se convertir. Le duc de Guise parvient ainsi à faire disparaître le protestantisme dans son gouvernement de Champagne. Mais le plus souvent, ce sont des conversions forcées qui ont lieu dans le royaume. À Rouen, 3 000 protestants abjurent. Sous la pression et les menaces, les communautés protestantes s'essoufflent et se dissolvent dans les lieux où elles sont minoritaires. En revanche, les communautés de la France méridionale, beaucoup plus importantes, parviennent à résister.
Jusqu'à la fin de l'année 1572, les exactions entraînèrent une forte émigration. Beaucoup de réfugiés allèrent à Genève, qui prit le surnom de « cité du refuge » : au lendemain des évènements, la ville accueillait dix à vingt réfugiés par jour.
À l'issue du massacre, Charles IX décide également de sacrifier les chefs protestants partis à la rescousse des calvinistes qui s'étaient emparés de Mons, aux Pays-Bas espagnols, sous la conduite de Louis de Nassau. Après la capitulation de la ville, le 19 septembre, les Français (600 à 800 hommes) obtiennent du duc d'Albe, gouverneur des Pays-Bas, la concession de rentrer en France, mais ils sont éliminés une fois passée la frontière. Le parti huguenot est désormais privé de ses chefs militaires, hormis quelques-uns protégés par le roi comme Acier, La Noue et Jean de Monchy, seigneur de Senarpont. Le roi espère maintenant rétablir son autorité sur tout le royaume. Il entreprend des négociations avec la ville de La Rochelle qui fait figure de capitale pour les protestants. L'échec de ces pourparlers débouche sur la quatrième guerre de Religion.
Au niveau politique, les évènements de la Saint-Barthélemy suscitent une remise en cause radicale du pouvoir royal. Les monarchomaques pensent que le pouvoir du roi doit être limité (notamment par la tenue régulière des États généraux). La réflexion naît chez les protestants à l'issue du massacre et se diffuse dans le courant de l'année 1573 chez les catholiques modérés hostiles à la puissance autoritaire de la monarchie. Elle débouche sur la mise en place des Provinces de l'Union et sur la conjuration des Malcontents (1574).

## Interprétation historiographique

### Tradition historiographique

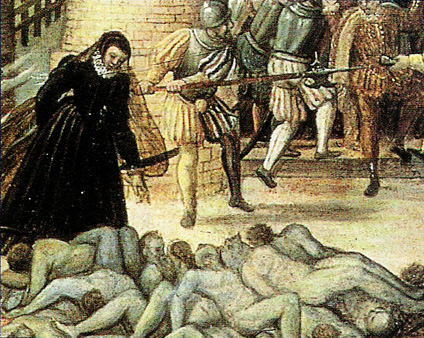
Catherine de Médicis représentée en train de dévisager les cadavres, détail du tableau Le Massacre de la Saint-Barthélemy par François Dubois, Musée cantonal des Beaux-Arts de Lausanne.

La démesure de la tragédie explique la difficulté qu'ont eue les contemporains à comprendre ce qui s'était passé. Le massacre de la Saint-Barthélemy est devenu très tôt un enjeu historiographique. Face aux contradictions de la politique royale, chacun y est allé de son interprétation personnelle. La première hypothèse donnée par les contemporains est que le massacre avait été prémédité. Catherine de Médicis aurait attiré les protestants à Paris pour mieux s'en débarrasser.
Ultérieurement, les historiens ont cherché l'explication de la contradiction de la politique royale dans l'antagonisme qui aurait existé entre le roi et sa mère. Jalouse de l'influence que l'amiral aurait exercée sur son fils, Catherine de Médicis aurait commandité son assassinat, déclenchant un phénomène qu'elle n'avait pas forcément prémédité. Prise de panique à l'idée d'être découverte et de subir la vengeance des protestants, avec l'aide de ses conseillers, elle aurait forcé la main à un roi hésitant et velléitaire pour décider l'exécution des principaux chefs militaires. C'est l'hypothèse qui a perduré le plus longtemps.
La difficulté qu'ont eue les historiens à donner une explication au massacre résulte de la partialité des sources contemporaines. Chez les protestants, les écrivains tendent à exagérer les chiffres des morts et à présenter l’événement comme résultant du seul fait religieux. Du côté catholique, les protagonistes cherchent à se disculper en rejetant la faute sur l’autre. C’est le cas du maréchal de Saulx-Tavannes, ou encore de Marguerite de Valois, qui disent n'avoir jamais rien su. D'autres comme Jacques-Auguste de Thou ont tenté de reconstituer les faits quelques décennies plus tard sans parvenir à se dégager des écrits polémiques.
En revendiquant le massacre, Charles IX en est devenu le principal responsable devant la postérité. Pour l'historien Mariéjol, collaborateur de l'Histoire de France d'Ernest Lavisse (1911), c'est Catherine de Médicis « qui est la grande criminelle », encore plus coupable que son fils.
La tradition populaire n'a finalement retenu que l'aspect religieux du massacre. Sous la Révolution française, Marie-Joseph Chénier met en scène Charles IX ou la Saint Barthélemy (1789), une pièce de théâtre qui connaît un grand succès populaire. L’époque est à la déchristianisation et le massacre de la Saint-Barthélemy est utilisé pour vitupérer le fanatisme catholique. Au XIXe siècle, l'historiographie traditionnelle est pérennisée par des auteurs à succès comme Alexandre Dumas (La Reine Margot écrit en 1845).

### Nouvelle orientation historiographique
À la fin du XXe siècle, plusieurs historiens ont proposé d'autres explications pour ce massacre. Ils dissocient l'exécution des chefs protestants du massacre populaire proprement dit, mais ils débattent encore des responsabilités de la famille royale. L'enjeu est de connaître son degré d'implication ou d'inaction dans l'organisation du massacre.
- Pour Jean-Louis Bourgeon, ce sont les Parisiens, les Guise et les agents du roi Philippe II d'Espagne qui sont les véritables responsables de l'attentat et du massacre. Charles IX et Catherine de Médicis y seraient absolument étrangers. L'historien souligne l'état quasi-insurrectionnel de la ville au moment du mariage. En décembre 1571, plusieurs maisons protestantes avaient déjà été pillées. Les Guise, très populaires à Paris, ont profité de cette situation pour faire pression sur le roi et la reine mère. Charles IX aurait donc été contraint de précéder la future émeute, qui aurait été le fait des Guise, de la milice bourgeoise et du peuple.
- Denis Crouzet replace le massacre dans le contexte idéologique de l'époque : le néoplatonisme. Charles IX et Catherine de Médicis n'ont pas eu le dessein d'assassiner Coligny, ce qui aurait été contraire à leur désir de maintenir l'harmonie et la concorde autour de la personne royale. C'est une fois que l'assassinat consomme la rupture et que la guerre civile menace de nouveau l'équilibre que la position du roi et de la reine mère change. Par crainte de voir la guerre reprendre et une insurrection protestante éclater, ils auraient choisi d'étouffer celles-ci dans l'œuf. Le principe néo-platonicien, cher à Catherine de Médicis tendait à conserver l'unité autour de la personne du roi et les a poussés à sacrifier les principaux chefs protestants et à consentir, malgré eux, au massacre.
- Selon Thierry Wanegffelen, l'un des principaux responsables de la famille royale dans cette affaire est le duc d'Anjou, frère du roi. À la suite de l'attentat manqué contre l’amiral de Coligny, qu'il attribue aux Guise et à l'Espagne, les conseillers italiens de Catherine de Médicis ont sans doute préconisé en Conseil royal de profiter de l'occasion et de tuer une cinquantaine de chefs protestants pour éliminer le danger huguenot, mais la reine mère et le roi s'y sont fermement opposés. Cependant Henri d'Anjou, lieutenant général du royaume, était présent à cette séance du Conseil et a pu voir dans l'accomplissement de ce crime d’État une bonne occasion de s'imposer au gouvernement. Il a pris contact avec un autre jeune homme ambitieux en mal d'autorité et de pouvoir, le duc Henri de Guise (dont l'oncle, le clairvoyant cardinal Charles de Lorraine était alors retenu à Rome), et avec les autorités parisiennes. La Saint-Barthélemy parisienne est issue de cette conjonction d'intérêts, et elle s'explique d'autant mieux que les hommes du duc d'Anjou agissaient au nom du lieutenant général du royaume (et donc dans les mentalités de l'époque) au nom du roi. On comprend pourquoi, le lendemain du déclenchement du massacre, Catherine de Médicis a fait condamner ces crimes par déclaration royale de Charles IX et menace les Guise de la justice royale. Toutefois, lorsque Charles IX et sa mère ont appris l'implication du duc d'Anjou, ils se sont trouvés liés à son entreprise, si bien qu'une seconde déclaration royale, tout en demandant la fin des massacres, en prête l'initiative à Charles IX pour prévenir un complot protestant. Dans un premier temps, le crime d’État de Henri d'Anjou est un succès, mais Catherine de Médicis se serait ingéniée à l'écarter du pouvoir en France en l'envoyant avec l'armée royale s'enliser devant La Rochelle et en le faisant élire roi de Pologne.
- En travaillant sur les archives notariales de 1572, à Paris et en province, Jérémie Foa tente une microhistoire de la Saint-Barthélemy. Il estime que les tueurs sont peu nombreux : à Paris, une vingtaine dont Thomas Croizier, et qu'ils appartiennent surtout à la bourgeoisie. Peu de tueurs donc, mais bien entraînés, car en harcelant les protestants de leur ville depuis une dizaine d'années, ils ont appris à repérer leurs visages, leurs adresses, et à les arrêter pour les jeter en prison. Foa en conclut que la Saint-Barthélemy est « un massacre qui a été préparé sans être prémédité ». Les tueurs sont presque tous morts impunis, « gâtés d'honneurs et d'argent » par la famille royale, y compris Catherine de Médicis[38].

### Les faits remis en cause
Le soir du 23 août 1572, excédé par les conseils répétés de sa mère, le monarque se serait écrié sous le coup de la colère : « Eh bien soit ! Qu’on les tue ! Mais qu’on les tue tous ! Qu’il n’en reste plus un pour me le reprocher ! »
Or la première occurrence de l'injonction royale se trouve tardivement dans le Discours du Roy Henry troisiesme à un personnage d’honneur et de qualité, estant près de Sa Majesté, des causes et motifs de la Sainct Barthelemy. Cette justification, rédigée « dans l'entourage des Gondi, en 1628, [vise à] disculper leur ancêtre » de l'accusation d'avoir instigué le massacre. Albert de Gondi y est dépeint comme opposé aux sanglants desseins de Charles IX, dont la tirade est prétendument rapportée en 1573 par le duc Henri d'Anjou, alors régnant à Varsovie en tant que roi élu de Pologne.
La phrase apocryphe de Charles IX participe ainsi d'une « réécriture des faits » pour les besoins apologétiques de la famille de Gondi, d'après les historiennes Marie-Madeleine Fragonard et Arlette Jouanna,.

### Un crime d'État?
Selon le philosophe Thierry Ménissier, le machiavélisme influent à la cour de France a pu expliquer la décision d'éliminer les chefs protestants. Tout en soulignant que le massacre n'a pas été planifié, il estime qu'il « constitue le premier massacre de cette ampleur qui se trouve lié avec une politique d'État », et préfigure « de loin les génocides totalitaires ». En 2007, l'historienne Arlette Jouanna qualifiait la Saint-Barthélemy de crime d'État.

## Chronologie
| 1571 - 11 octobre : bataille de Lépante - décembre : émeute parisienne visant à empêcher le déplacement de la croix de Gastines, ordonné par le roi. Cette croix, qui devait être initialement détruite en vertu de l’édit de Saint-Germain, avait été érigée par des catholiques souhaitant dénoncer les « crimes d’hérésie » de trois marchands protestants, dont deux nommés Gastines. Ces hommes avaient été condamnés à mort et exécutés, et leur maison incendiée durant l’été 1569. 1572 - janvier : arrivée à Blois du légat Alessandrino chargé par le pape de faire entrer la France dans la ligue chrétienne et proposer un prince du Portugal pour Marguerite de France. - arrivée à Blois de Sir Thomas Smith ambassadeur extraordinaire de l'Angleterre pour faire entrer la France dans la ligue protestante. - 21 février : refus officiel de Charles IX d'entrer dans la ligue chrétienne du pape. - 3 mars : arrivée à Blois de Jeanne d'Albret et de Louis de Nassau. - 11 avril : signature du contrat de mariage entre Marguerite de Valois et Henri de Navarre. La dot est de 300 000 écus d'or. - 19 avril : signature du traité d'alliance entre la France et l'Angleterre. Les deux pays doivent se porter mutuellement secours contre l'Espagne. - 1er mai : mort du pape Pie V. - 24 et 29 mai : prise de Mons et de Valenciennes par Louis de Nassau. Charles IX et Catherine de Médicis quittent les bords de la Loire pour se rendre à Paris. - 5 juin : arrivée du roi et de toute la cour à Paris. - 9 juin : mort de Jeanne d'Albret. | - préparatifs de la guerre contre l'Espagne. - 25 juin : grand conseil au château de Madrid (bois de Boulogne) pour décider de la rupture avec l'Espagne, indécision et départ du roi pour la chasse en région parisienne. - 8 juillet : entrée de Henri de Navarre à Paris. - 17 juillet : défaite de Jean d’Hangest, envoyé par Coligny à la tête de 4 000 hommes pour secourir Louis de Nassau enfermé dans Mons. - 4 août : retour à Paris de Catherine de Médicis et d'Henri d'Anjou, inquiets des projets militaires des protestants restés dans la ville. - 9 août : grand conseil où Catherine de Médicis résiste à Coligny et à son parti belliciste - 10 août : départ de Catherine de Médicis pour Montceaux où sa fille Claude est tombée malade et départ des protestants pour Blandy (Melun) pour les noces du prince de Condé avec Marie de Clèves. - 17 août : fiançailles de Henri de Navarre et de Marguerite de France. - 18 août : mariage à Notre-Dame de Paris et réception au palais de la Cité. - 19 août : bal chez le duc d'Anjou et soirée au Louvre. - 20 août : pantomime-tournoi donnée à l'hôtel de Bourbon. - 21 août : tournoi sur la place du Louvre. - 22 août : attentat manqué contre Coligny (un peu avant midi) et visite du roi au chevet de l'amiral (vers 14 h). - 23 août : dans la nuit, début du massacre des chefs protestants. - dimanche 24 août : début du massacre général. - 26 août : déclaration de Charles IX devant le parlement de Paris. |

## Personnalités présentes à Paris durant les événements
| La famille royale → catholiques - Catherine de Médicis - Charles IX - Henri duc d'Anjou - François duc d'Alençon - Élisabeth d'Autriche - Marguerite de France - Claude de France - Diane de France → protestante - Renée de France → Les princes du sang protestants - Henri de Navarre - Henri prince de Condé - François, marquis de Conti - Charles de Bourbon - Marie de Clèves - Catherine de Bourbon | Les protestants → assassinés - Gaspard de Coligny † - Charles de Téligny † - Charles de Quellenec † - Pierre de La Ramée † - Pierre de La Place † - François de La Rochefoucauld † → non assassinés - Gabriel Ier de Montgommery - Antoine de Crussol - Jacques de Crussol - Louise, duchesse d'Uzès - Pierre Merlin - Ambroise Paré - Catherine de Parthenay - Philippe Duplessis-Mornay - Jacques Nompar de Caumont - Maximilien de Béthune - Francis Walsingham - Philip Sidney | Les catholiques → acteurs des événements - Louis, duc de Montpensier - Louis, duc de Nevers - Henri, duc de Guise - Claude, duc d'Aumale - René de Birague - Albert de Gondi - Charles Danowitz - Annibal de Coconas - Louis de Béranger du Guast - Raymond de Laguo - Régiment des Gardes françaises → autres - François de Montmorency - Henri de Damville - Jacques, duc de Nemours - Charles, cardinal de Bourbon - Jacques Amyot - Anne d'Este - Henriette de Clèves - Catherine de Clèves |

## Dans les arts et la culture populaire

### Filmographie
Dans le film La reine Margot (1994) de Patrice Chéreau, le massacre de la Saint Barthélemy, qui suit le mariage entre Marguerite de Valois (sœur du roi Charles IX) et Henri de Navarre (futur Henri IV Roi de France), est mis en scène et a pour instigateurs Charles IX et Catherine de Medicis.
Le massacre de la Saint-Barthélemy a été porté sur le grand écran dès le début du cinéma muet puis à la télévision insérant dans leurs œuvres une conceptions artistiques du carnage ainsi que de son contexte historique.

#### Série
En 1966, l'épisodeThe Massacre of St Bartholomew's Eve de Doctor Who prend place pendant le massacre.
En 2016, l'épisode 7 Saint Barthélemy de la saison 2 d'Horror humanum est aborde cette terrible nuit.

### Littérature
Cet évènement aura une large place au sein de la littérature française au cours des siècles dont les auteurs n'auront de cesse de le revisiter,.

#### Bande dessinée
En 2013, Richard Guérineau sort Charly 9, qui commence par la décision du conseil royal d'ordonner le massacre.
En 2018, Pierre Boisserie et Éric Stalner publient Saint-Barthélemy.
En 2019, Philippe Richelle et Pierre Wachs écrivent Les guerriers de Dieu Tome 5 Le Massacre de la Saint-Barthélemy.
En 2021, Philippe Richelle et Pierre Wachs écrivent Les Grands Personnages de l'Histoire en bandes dessinées, Tome 4 1572 - Les Guerres de religion - Le Massacre de la Saint-Barthélemy.

#### Poésie
Le pouvoir royal justifiera le massacre à travers plusieurs œuvres en vers ou en prose.

##### Sonnet
Jean-Antoine de Baïf en écrira un sur le Massacre de la Saint-Barthélemy.

#### Roman
« Le sujet est […] à la mode en ces temps où l’anticléricalisme révolutionnaire reprend vigueur, sous le despotisme oligarchique de Charles X, monarque inconséquent passé maître dans l’art du cynisme politique et n’ayant réussi qu’à restreindre la base sociale sur laquelle la monarchie prenait appui. […]. Plusieurs œuvres dramatiques abordent le sujet : La Saint-Barthélemy de Charles de Rémusat (1828), Chronique du règne de Charles IX de Prosper Mérimée, Aoust 1572 ou Charles IX à Orléans de l’auteur de vaudevilles Jean-Pierre Lesguillon (1832), de même que Les Barricades de Ludovic Vitet (1826) . Plus généralement c’est l’époque troublée de cette France des guerres de religion qui passionne (Dumas en fera ses choux gras, lui aussi, avec Henri III et sa cour, créée en 1829) et le genre historique triomphe au théâtre. »

### Musique

#### Opéra
En 1836, Giacomo Meyerbeer crèe Les Huguenots en cinq actes et trois tableaux sur un livret d’Eugène Scribe et Émile Deschamps.

### Théâtre
Pendant très longtemps seules quelques œuvre théâtrales abordent la tuerie d'août 1572 mais toujours avec des réserves.

#### Drame
En 1595, Christopher Marlowe écrit Massacre à Paris, qui s'intéresse au rôle que le duc de Guise joua dans cet événement. En 1772, Louis-Sébastien Mercier crée Jean Hennuyer, évêque de Lizieux en trois actes qui revient sur le rôle de Jean Le Hennuyer, qui aurait sauvé de la mort quelques protestants de sa paroisse.

#### Tragédie
En 1575, François de Chantelouve écrit La Tragédie de feu Gaspard de Coligny jadis Amiral de France, contenant ce qui advint à Paris le 24. d’août 1572, avec le nom des personnages,, qui fut publiée à Paris avec l’autorisation de la Sorbonne en 1574.
En 1789, Marie-Joseph Chénier écrit Charles IX ou l’école des rois, où il dénonce l’absolutisme du pouvoir ainsi que le fanatisme religieux.

### Iconographie

#### Peinture

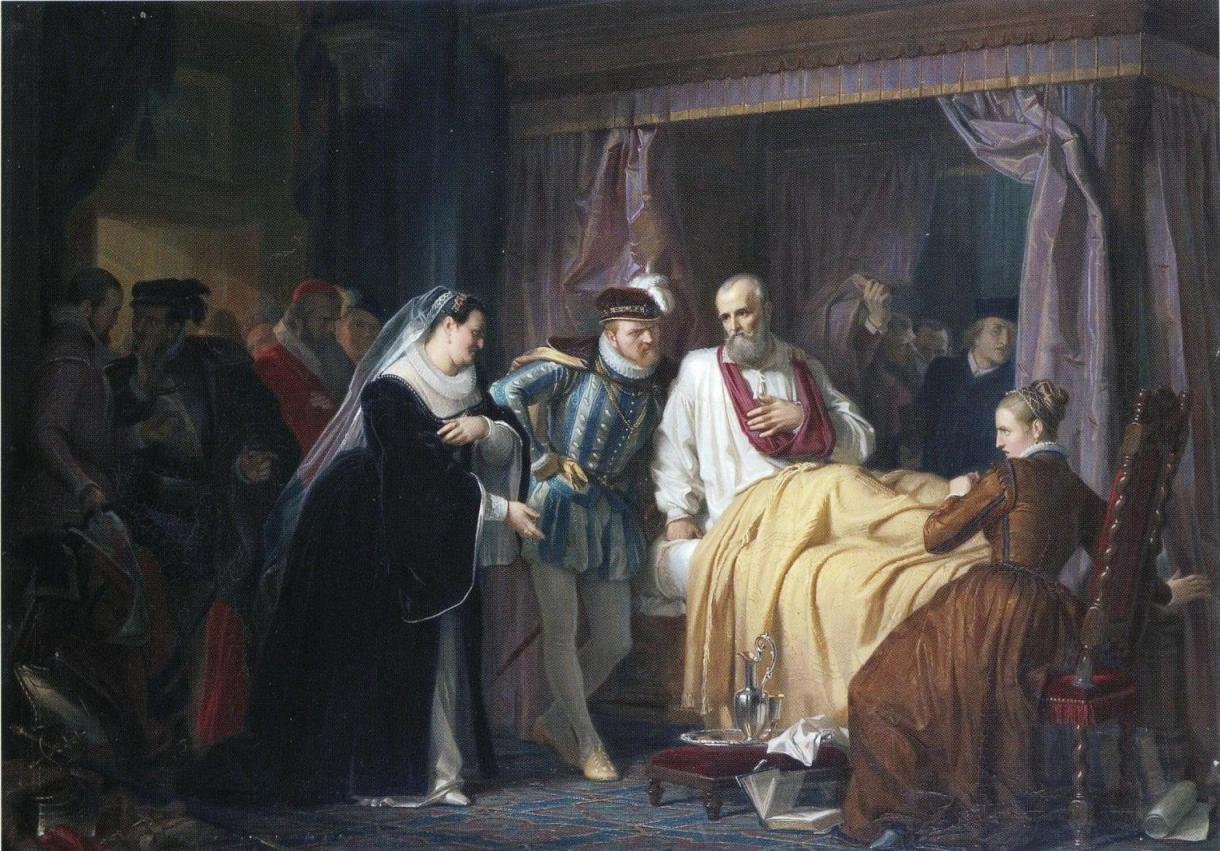
Charles IX et Catherine de Médicis s'enquérant de Coligny, après l'arquebusade dont il est victime le 22 août 1572, 1849, huile sur toile de Georg Wilhelm Volkhart (de), Musée d'Art d'Hämeenlinna en Finlande
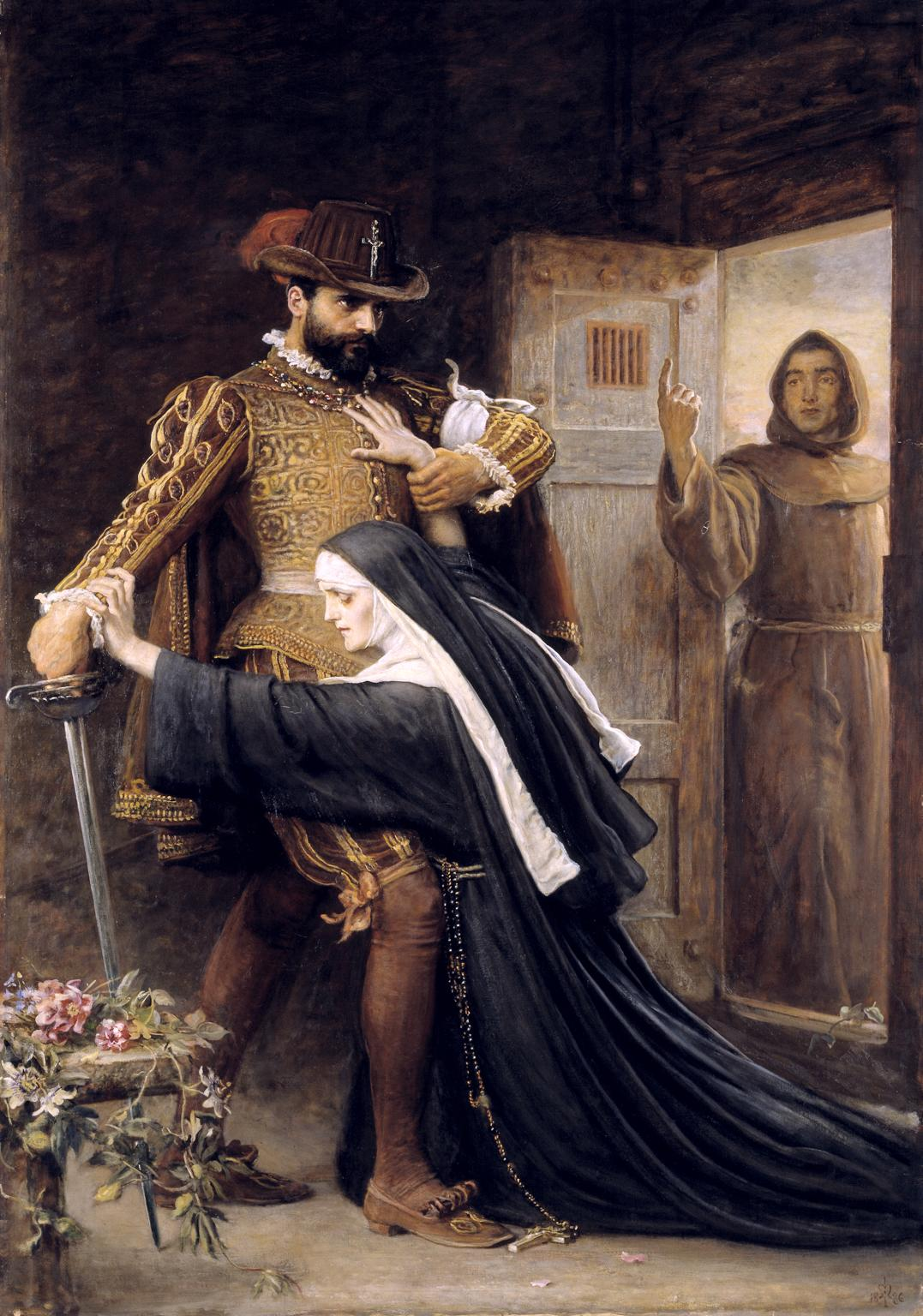
Pitié : jour de la Saint-Barthélemy, 1572, huile sur toile de John Everett Millais, Londres, Tate collection, 1886.
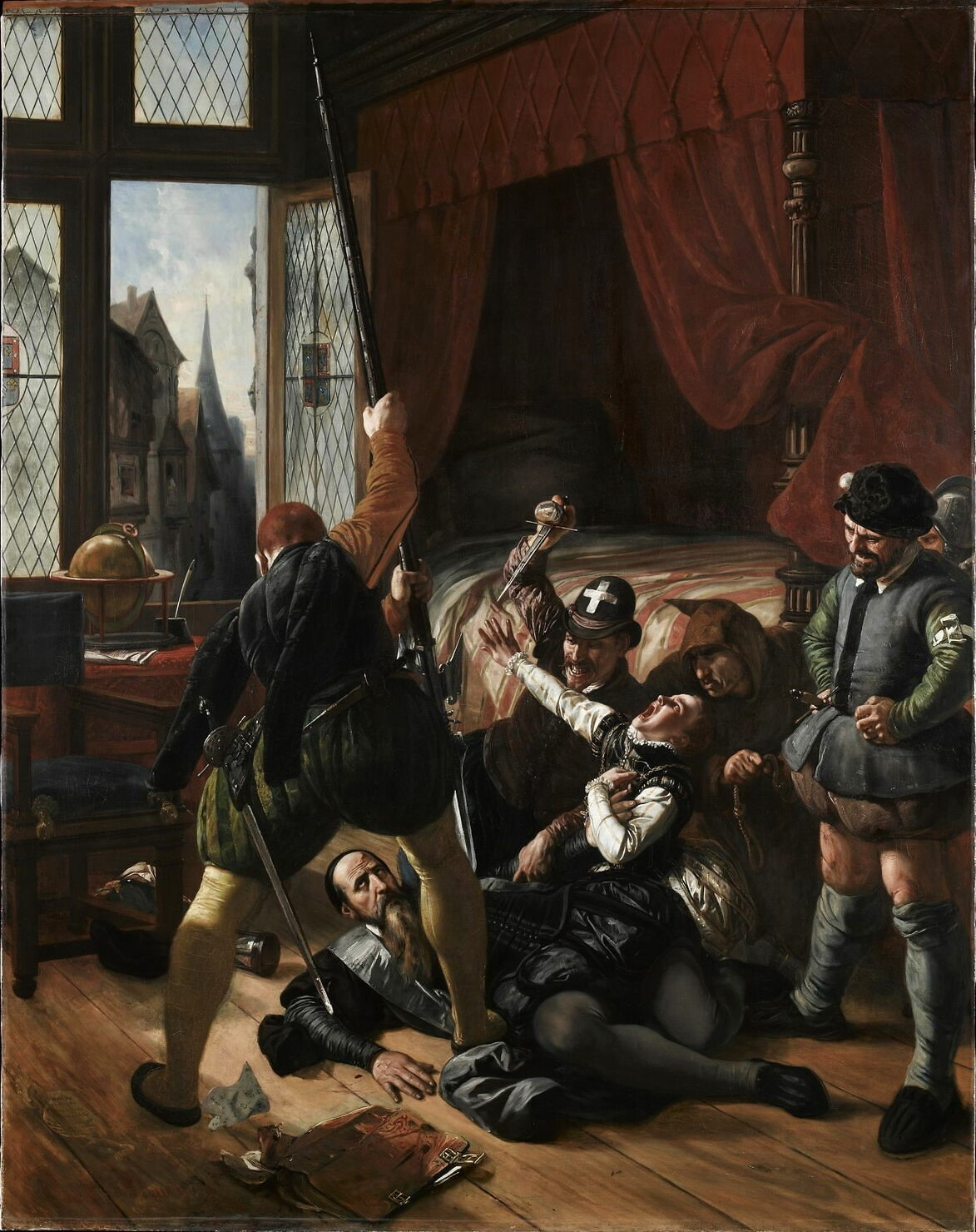
Scène de la Saint-Barthélemy, assassinat de Briou, gouverneur du Prince de Conti, 24 août 1572, Joseph Nicolas Robert-Fleury, XIXe siècle (Paris, musée du Louvre).
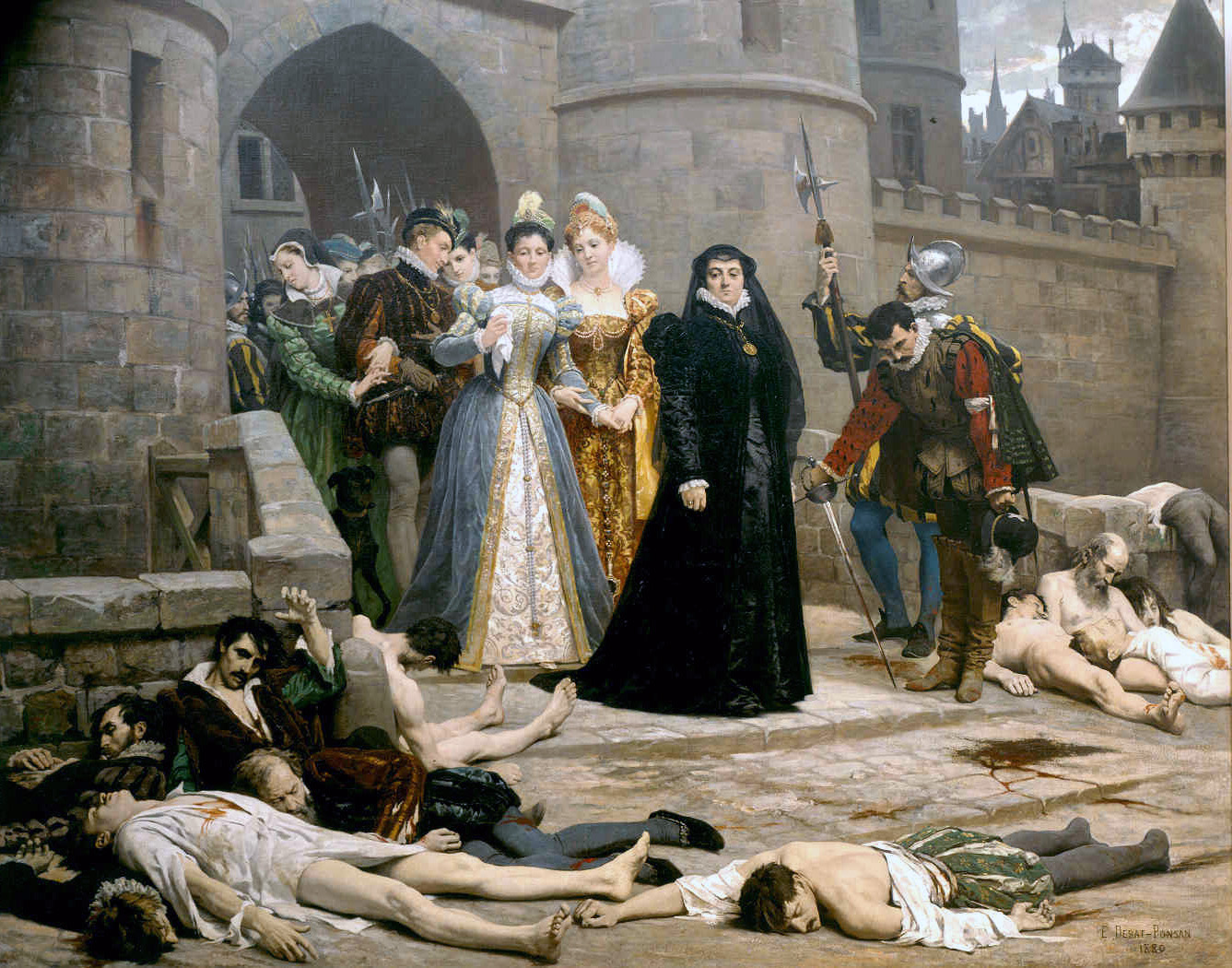
Un matin devant la porte du Louvre, huile sur toile d'Édouard Debat-Ponsan, 1880, Clermont-Ferrand, musée d'art Roger-Quilliot.
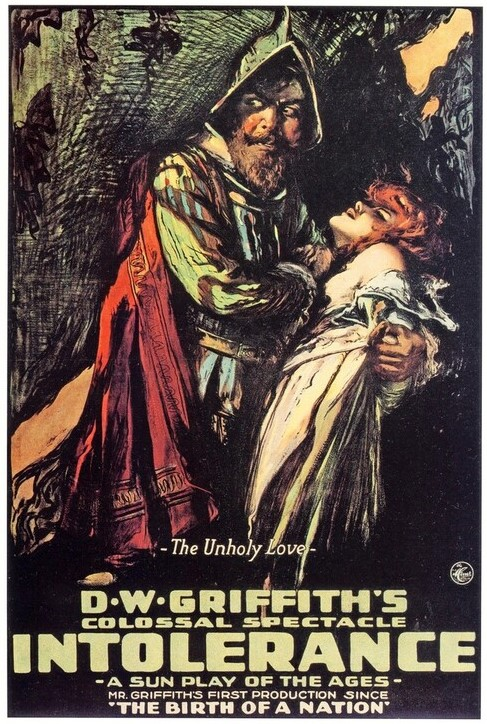
Affiche du film Intolérance, réalisé par D. W. Griffith et sorti en 1916.

## Mémoriaux parisiens

### 1889: monument de l'amiral Gaspard de Coligny

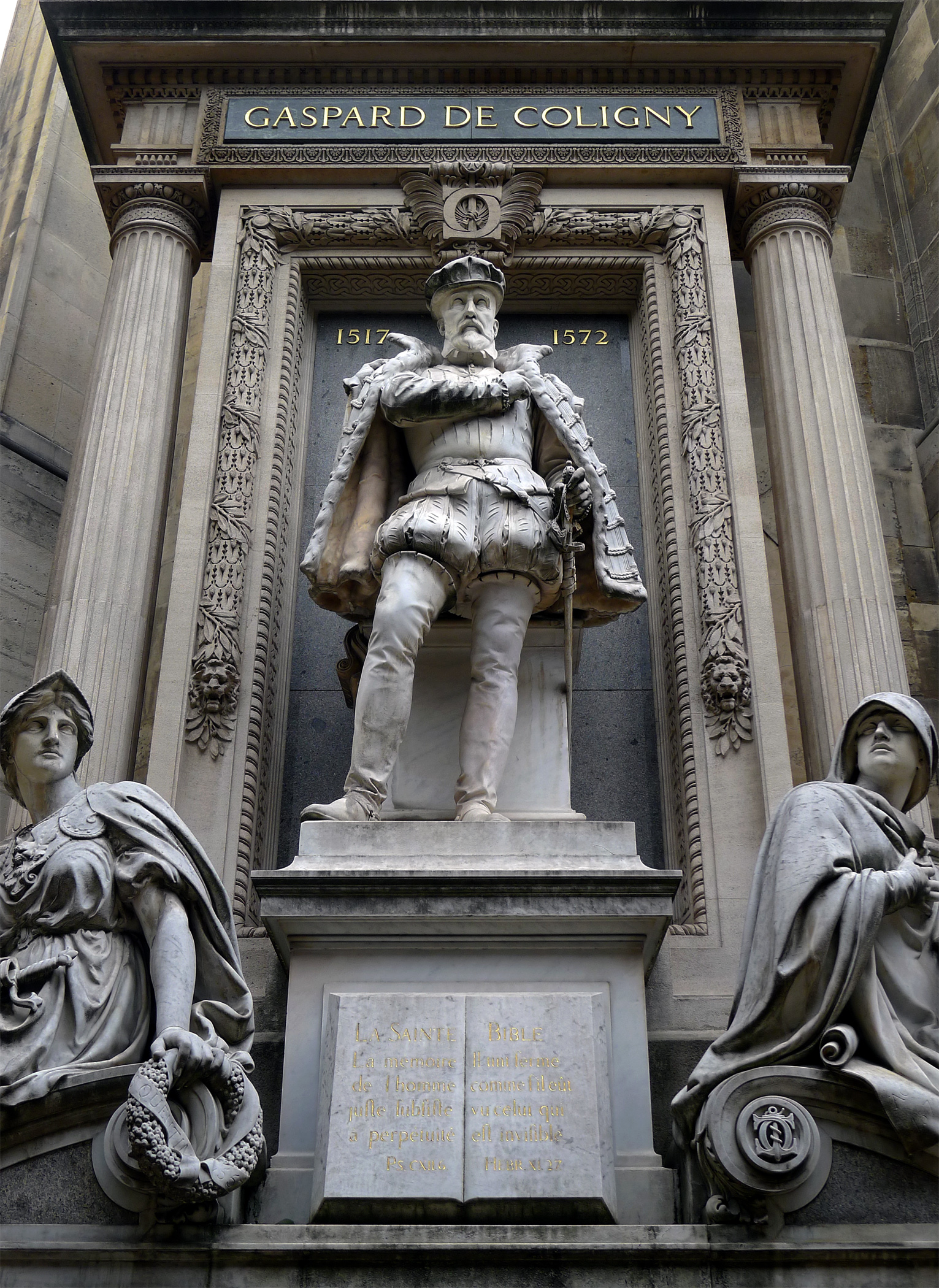
Monument de l'amiral Gaspard de Coligny, temple protestant de l'Oratoire du Louvre.

A 300 mètres de la localisation de l'ancien hôtel de Ponthieu rue Béthisy, où fut assassiné  Gaspard de Coligny, le Monument de l'amiral Gaspard de Coligny est inauguré le 17 juillet 1889. Il s'agit d'une œuvre de Gustave Crauk, érigée rue de Rivoli, au chevet du temple protestant de l'Oratoire du Louvre, ancienne église catholique romaine mise à la disposition du culte réformé par Napoléon le 23 février 1811.

### 1997: déclaration de Jean-Paul II à Longchamp
Le 23 août 1997, alors que Jean-Paul II est présent à Longchamp à l'occasion des Journées mondiales de la jeunesse pour présider une veillée baptismale et alors que gonfle une polémique sur la coïncidence de dates avec la mémoire du Massacre de la Saint-Barthélemy dont c'est le 425e anniversaire, le pape prononce une allocution en forme de demande de pardon :

« À la veille du 24 août, on ne peut pas oublier le douloureux massacre de la Saint-Barthélemy aux motivations bien obscures dans l’histoire politique et religieuse de la France. Des chrétiens ont accompli des actes que l’Évangile réprouve. Si j’évoque le passé, c’est parce que reconnaître les fléchissements d’hier est un acte de loyauté et de courage qui nous aide à renforcer notre foi, qui nous fait percevoir les tentations et les difficultés d’aujourd’hui et nous prépare à les affronter.
Je m’associe bien volontiers aux initiatives des évêques français, car avec eux je suis convaincu que seul le pardon offert et reçu conduit progressivement à un dialogue fécond qui scelle alors une réconciliation pleinement chrétienne. L’appartenance à différentes traditions religieuses ne doit pas constituer aujourd’hui une source d’opposition ou de tension. Bien au contraire, l’amour pour le Christ qui nous est commun nous pousse à chercher sans relâche le chemin de la pleine unité. »

Cette déclaration est favorablement reçue par le protestantisme ; le pasteur Jean Tartier, président de la Fédération protestante de France réagit ainsi : « Je pense pouvoir dire que cette déclaration est tout à fait importante, et nous nous en réjouissons ».

### 2016: plaque commémorative du Pont-Neuf

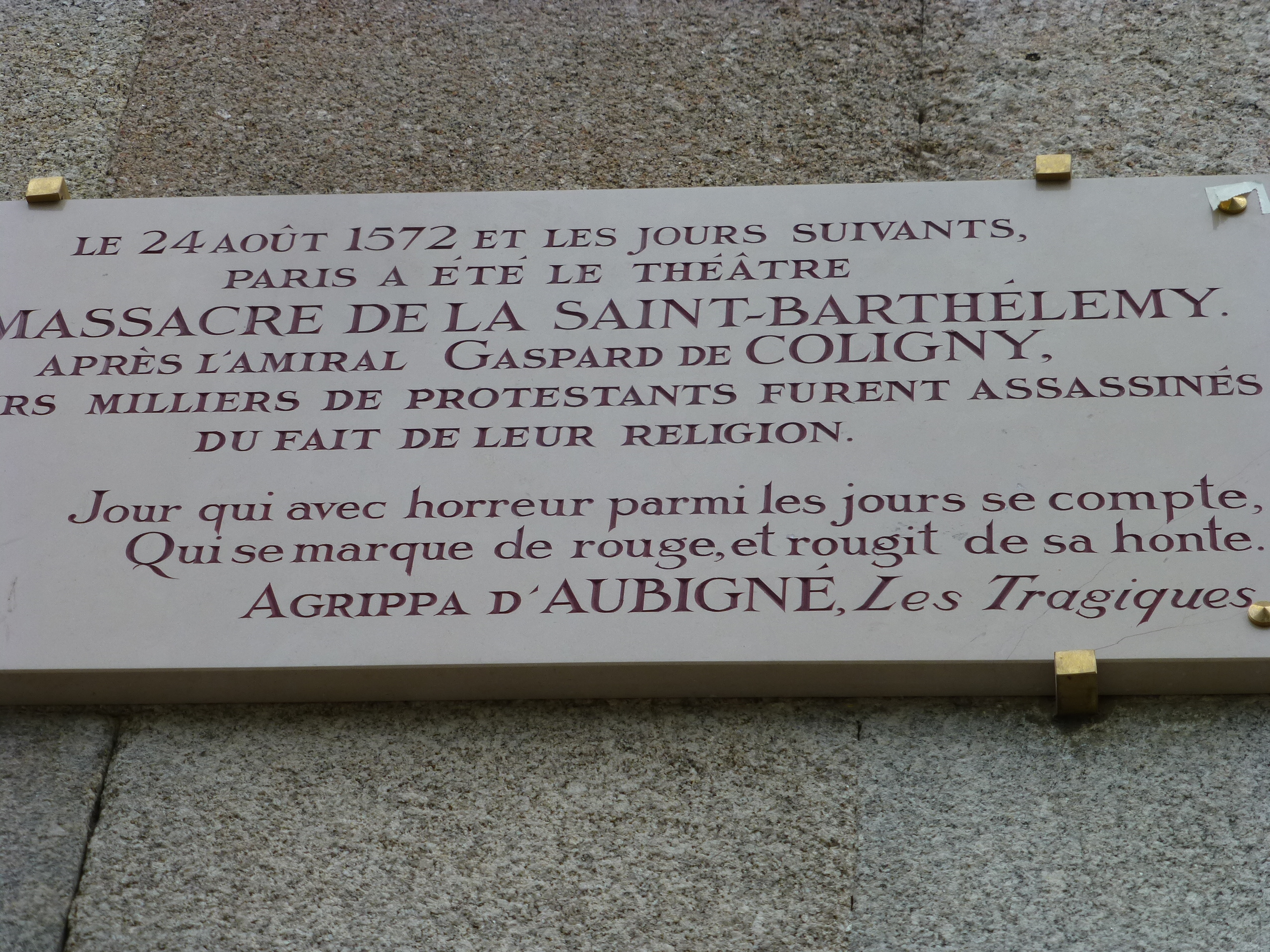
Plaque commémorative inaugurée en 2016 au niveau du pont Neuf.

Le 13 avril 2016, une cérémonie en hommage aux victimes du massacre de la Saint-Barthélemy est organisée par la Mairie de Paris, avec Anne Hidalgo comme maire, en collaboration avec la Fédération Protestante de France représentée par son président François Clavairoly et par la Société de l'histoire du protestantisme français (SHPF) représentée par Olivier Millet, professeur à l'Université Paris-Sorbonne et membre du comité de la SHPF. Une plaque en pierre gravée est alors inaugurée ; elle est fixée au niveau du pont Neuf sur la berge nord de l'ouest de l'Ile de la Cité, à l'est du Square du Vert-Galant. À cette occasion, Jean-François Legaret, maire du 1er arrondissement de Paris, prend également la parole.
Le texte gravé est le suivant :
« Le 24 août 1572 et les jours suivants, 

Paris a été le théâtre 

du massacre de la Saint-Barthélemy. 

Après l'amiral Gaspard de Coligny, 

plusieurs milliers de protestants furent assassinés 

du fait de leur religion. »
Suivent deux vers tirés des Tragiques d'Agrippa d'Aubigné :
« Jour qui avec horreur parmi les jours se compte,

Qui se marque de rouge, et rougit de sa honte. »

### 2022: jardin mémorial place du Louvre
À l'occasion du 450e anniversaire de ces évènements, un Jardin mémorial de la Saint-Barthélémy « A la mémoire des milliers de protestants massacrés à Paris le 24 août 1572 et les jours suivants, victimes de l'intolérance religieuse » est inauguré dans Paris le 16 septembre 2022 pour rappeler ces faits historiques. La préparation de cette inauguration, marquée matériellement par le dévoilement d'une plaque émaillée, initiée par la mairie de Paris, dont Anne Hidalgo est la maire, se fait en concertation avec la Fédération protestante de France et la Société de l'histoire du protestantisme français. Ce jardin se trouve, là où tout a commencé, devant l'église de Saint-Germain-l'Auxerrois et l'ancienne mairie d'arrondissement (qui n'existait pas à l'époque), face au 4 place du Louvre. Le projet de délibération est rédigé par la Ville de Paris qui a consulté les instances protestantes et le Conseil de Paris adopte ce projet lors de sa séance du 6 juillet 2022.